# Cyclaam
Cyclamen (Cyclamen) is een geslacht van vaste planten uit de sleutelbloemfamilie of volgens het APG II-systeem uit de familie Myrsinaceae. Cyclamens zijn knolgewassen, die weinig gelijkenis vertonen met andere sleutelbloemachtigen hoewel ze door de omgekeerde petalen op het twaalfgodenkruid (Dodecatheon meadia) uit Noord-Amerika lijken.
De GRIN-taxonomie accepteert thans 23 soorten cyclamens. De meeste zijn afkomstig uit het Middellandse Zeegebied, waar zij meestal groeien in bossen op droge grond in bergachtige streken. De grootste concentratie aan soorten vindt men in Klein-Azië. Cyclamen purpurascens komt voor tot in Centraal-Europa. Cyclamen somalense groeit in Noordoost-Somalië.

## Etymologie

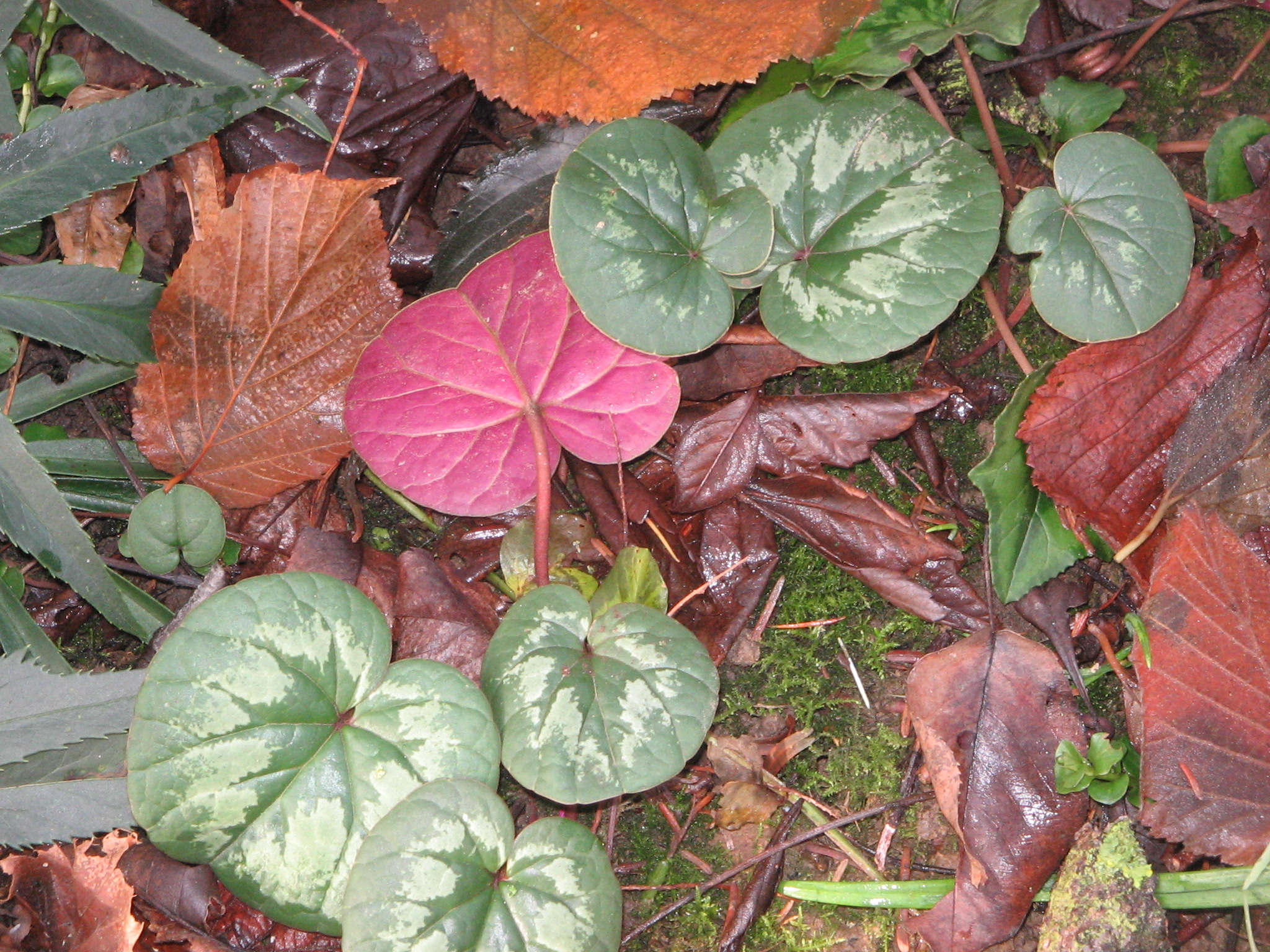
Bladeren van Cyclamen coum

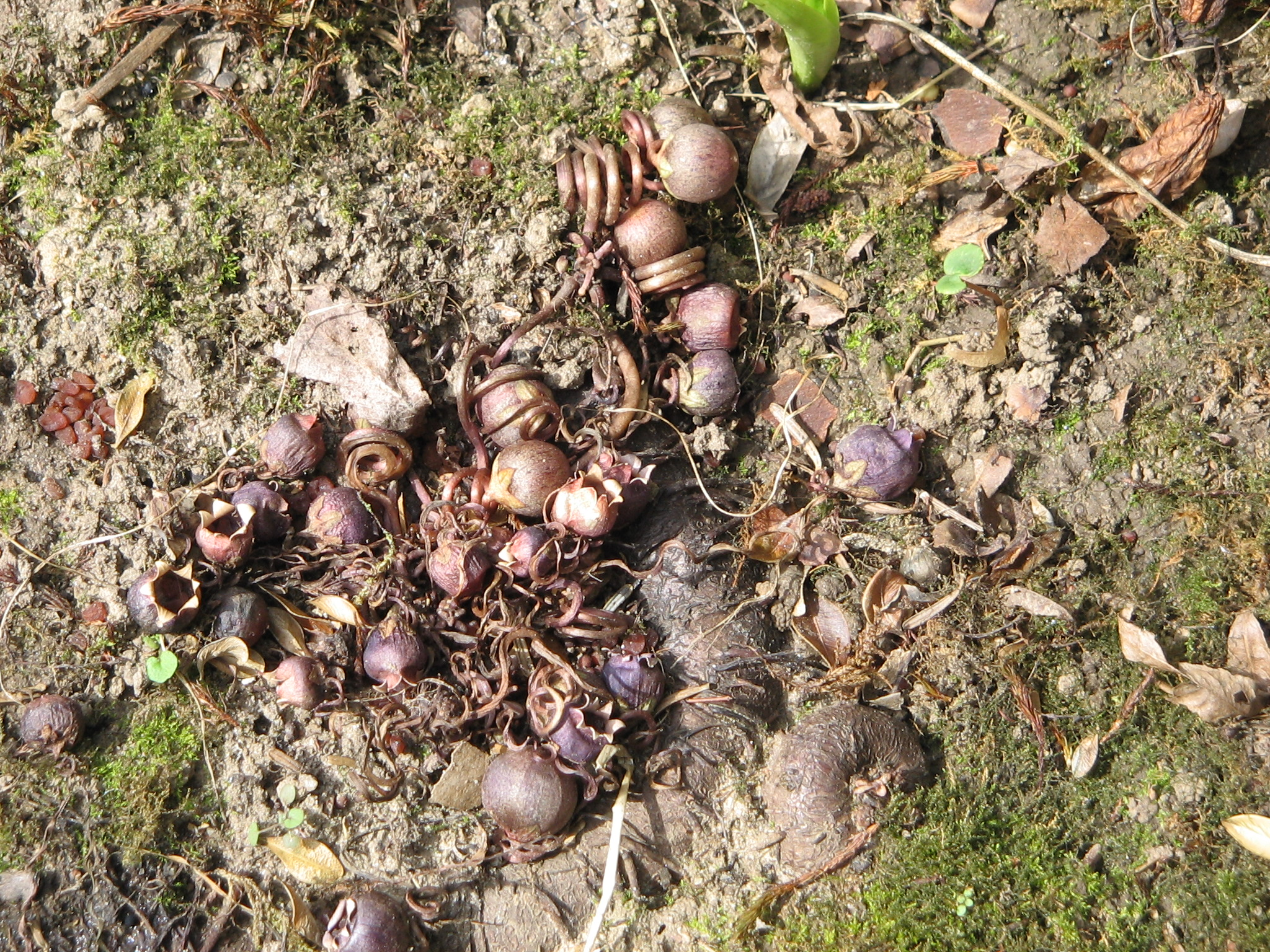
Vruchten en zaad van Cyclamen hederifolium

Het woord Cyclamen is afgeleid van het Oudgriekse κύκλος, kuklos, dat cirkel of schietschijf betekent. In het Nederlands heet Cyclamen ook cyclaam. Het laatste woord is waarschijnlijk voortgekomen uit hypercorrectie omdat men Cyclamen herkende als meervoud.
In bepaalde streken wordt beweerd dat varkens de knollen opwoelen, vandaar dat ze in de volksmond weleens ‘varkensbrood’ (in Frans: ‘Pain de pourceau’, in Italiaans: ‘Pan porcino’, in Engels: ‘Sow bread’) worden genoemd. In het Répertoire de Pharmacie kan men lezen: Son nom vulgaire de Pain-de-pourceau a été donné, dit-on, aux Cyclamens, à cause de l'avidité avec laquelle les porcs recherchent leurs racines tuberculeuses ... les porcs se nourrissent de ses tubercules, sans qu’il en résulte pour eux d’inconvénient (vertaling: De volksnaam “Pain-de-pourceau” (“varkensbrood”) is vermoedelijk afkomstig van de gulzigheid waarmee de varkens de knollen van de cyclamen opzoeken. De varkens voeden zich met de knollen zonder nadelige gevolgen).

## Beschrijving
Een cyclamen is een knolgeofyt, en heeft een grote bolvormige en afgeplatte knol. De planten kunnen verschillende decennia leven. Er werden honderdjarige exemplaren van Cyclamen hederifolium gevonden, waarvan de knol een doorsnede van 30 cm had.
De bladeren, die in een rozet ontstaan, zijn vaak fraai, wit gemarmerd, met een typisch kerstboompatroon in hun midden. Bij verschillende soorten hebben ze onderaan een purperen kleur. Er wordt verondersteld dat die kleur het licht, dat door het blad doordringt, opvangt en in warmte omzet in een seizoen wanneer de bomen kaal zijn en de grond sneeuwvrij is. Tijdens de zomer sterven de bladeren af, behalve bij Cyclamen purpurascens en Cyclamen colchicum.
De rode, roze, witte of bonte bloemen zijn overvloedig aanwezig. Ze zijn geurloos of, bij een paar soorten zoals het alpenviooltje (Cyclamen purpurascens), geurend. Door de verschillende bloeiperioden van de verschillende soorten treft men bloeiende cyclamen bijna het hele jaar door.
Behalve bij Cyclamen persicum en Cyclamen somalense, rolt de bloemsteel zich na de bevruchting als een kurkentrekker op vanaf de top. Uitzonderingen: bij Cyclamen graecum gebeurt dit vanaf het midden van de bloemsteel en bij Cyclamen rohlfsianum vanaf de basis van de bloemsteel.
De doosvrucht rijpt op de grond. Eens rijp komen er 2 millimeter grote zaden die bedekt zijn met een suikerachtig slijm, waar mieren dol op zijn. Ze dragen de zaadjes mee en laten ze na een grondige ‘schoonmaak’ achter… en doen zo het nodige zaaiwerk.

## Geschiedenis
In de Oudheid was de cyclaam vooral gekend door zijn geneeskrachtige eigenschappen (hij bevat een heftig laxeermiddel). In het Répertoire de Pharmacie kan men lezen: Le Cyclamen était très employé autrefois comme purgatif, vermifuge, emménagogue, etc., et il entrait dans la composition de plusieurs médicaments, tous à peu près abandonnés aujourd’hui (nl: De cyclaam werd vroeger veel toegepast als laxeermiddel, wormmiddel, emmenagogum, enz. en was een bestanddeel van verschillende medicijnen, die thans bijna alle in onbruik zijn geraakt).
De Romeinen waardeerden de cyclaam voor zijn geur en zijn bescheiden bloei. De aanwezigheid van de Perzische cyclaam op de Griekse eilanden Rhodos, Karpathos en Kreta, in Noord-Afrika (Algerije en Tunesië) blijkt het gevolg te zijn van invoering door monniken of andere religieuze ordes, want die vindplaatsen zijn naast kloosters of kerkhoven.
De cyclaam werd ingevoerd in Europa in de 16e eeuw en werd in de botanische tuinen van de Engelse koningin Elizabeth gekweekt. De katholieke kerk beschouwde de cyclaam als symbool van Maria’s bloeiende hart. Een symboliek die door de Vlaamse schilders hernomen werd.
In de 18e eeuw werd de cyclaam verwaarloosd en was slechts een plant voor verzamelaars. Door de Romantiek kwam hij weer in de mode in de 19e eeuw.

## Soorten

Verspreiding van de botanische cyclamen: 1. C. balearicum ; 2. C. repandum ; 3. C. purpurascens ; 4. C. hederifolium ; 5. C. rhodium ; 6. C. creticum ; 7. C. graecum ; 8. C. coum ; 9. C. colchicum ; 10. C. parviflorum ; C. abchasicum ; 11. C. elegans ; 12. C. alpinum ; C. intaminatum ; C. cilicium ; C. mirabile ; C. pseudibericum ; 13. C. cyprium ; 14. C. libanoticum ; 15. C. persicum ; 16. C. rohlfsianum ; 17. C. africanum

Het geslacht Cyclamen wordt in vier ondergeslachten verdeeld:
- - Ondergeslacht Corticata
    - Cyclamen cyprium
    -  Cyclamen libanoticum

  - Ondergeslacht Cyclamen
    - Sectie Cyclamen
      - Cyclamen africanum
      -  Cyclamen hederifolium

    - Sectie Persicum
      - Cyclamen graecum
      - Cyclamen persicum
      - Cyclamen rohlfsianum
      -  Cyclamen somalense

    -   Sectie Purpurascens
      - Cyclamen colchicum
      -  Cyclamen purpurascens

  - Ondergeslacht Gyrophoebe
    -  Sectie Cilicium
      - Cyclamen cilicium
      - Cyclamen intaminatum
      -  Cyclamen mirabile

    -   Sectie Pubipedia:
      - Cyclamen abchasicum
      - Cyclamen alpinum
      - Cyclamen coum
      - Cyclamen elegans
      - Cyclamen parviflorum
      -  Cyclamen pseudibericum

  -  Ondergeslacht Psilanthum
    - Cyclamen balearicum
    - Cyclamen creticum
    - Cyclamen repandum
    -  Cyclamen rhodium

### Winter- en voorjaarsbloeiers

#### Cyclamen coumen verwante soorten
- Cyclamen coum Mill.: de rondbladige cyclaam – coum verwijst niet naar het eiland Kos (waar deze plant niet inheems is), maar is vermoedelijk afgeleid van Coa (Oost-Cilicië), waar deze soort veelvuldig voorkomt. Afkomstig uit de Balkan en Klein-Azië, gemakkelijk te kweken; vlot verwilderend.
  - subsp. caucasicum (K. Koch) O. Schwarz: ondersoort met hartvormige bladeren en grotere bloemen. Wordt in het oosten van de verspreiding aangetroffen.
- Cyclamen abchasicum (Medw. ex Kusn.) Kolak. (synoniem: Cyclamen coum var. abchasicum Medw. ex Kusn.): de tussenvorm die men plaatselijk in Georgië aantreft wordt thans als een aparte soort beschouwd.
- Cyclamen elegans Boiss. & Buhse (synoniem:Cyclamen coum subsp. elegans): nog meer in het oosten, in de Zuidelijke Kaukasus, wordt Cyclamen coum vervangen door Cyclamen elegans, een teerdere soort met meer getande of gelobde bladeren en slankere bloemen.
- Cyclamen alpinum hort. Dammann ex Sprenger (synoniem: Cyclamen trochopteranthum): uit Turkije afkomstig. Met eerder horizontale bloemblaadjes, waardoor de bloem op een schroef lijkt; minder winterhard.
- Cyclamen pseudibericum Hildebr.: een cyclaam uit Turkije, met grote, licht geurende bloemen. Weinig winterhard.
- Cyclamen parviflorum Pobed.: klein broertje van Cyclamen coum, uit het hooggebergte van Turkije. Moeilijk te kweken.
  - var. subalpinum Grey-Wilson: minder iel; op geringere hoogte.

#### Varkensbroden
- Cyclamen repandum Sm.: licht geurende mediterrane soort, die men aantreft van de Provence tot Noord-Griekenland.
- Cyclamen rhodium Gorer ex O. Schwarz & Lepper (synoniem: Cyclamen peloponnesiacum (Grey-Wilson) Kit Tan): zeer gelijkend op Cyclamen repandum, met drie ondersoorten:
  - subsp. rhodium: deze ondersoort groeit op Rhodos en Kos.
  - subsp. peloponnesiacum: deze ondersoort vervangt Cyclamen repandum in Griekenland.
  - subsp. vividum: deze ondersoort groeit in het oosten van de Peloponnesos.
- Cyclamen balearicum Willk.: groeit op de Balearen en een paar plaatsen in Languedoc - Roussillon.
- Cyclamen creticum (Dörfl.) Hildebr.: groeit op Kreta en Karpathos.

NB: Sommige exemplaren uit Corsica zouden hybriden Cyclamen repandum × balearicum kunnen zijn.

#### Cyclamen uit Libanon en Perzië
- Cyclamen libanoticum Hildebr.: een grootbloemige cyclaam uit Libanon. Weinig winterhard.
- Cyclamen persicum Mill.: de Perzische cyclaam: Afkomstig uit het oosten en het zuiden van het Middellandse zeegebied. Niet winterhard, behalve enkele klonen uit de Golanhoogten. De voorouder van de huiskamercyclamen.
  - Cyclamen persicum var. autumnalis Grey-Wilson uit de streek van Hebron bloeit in de herfst.

Verschillende Cyclamen-soorten
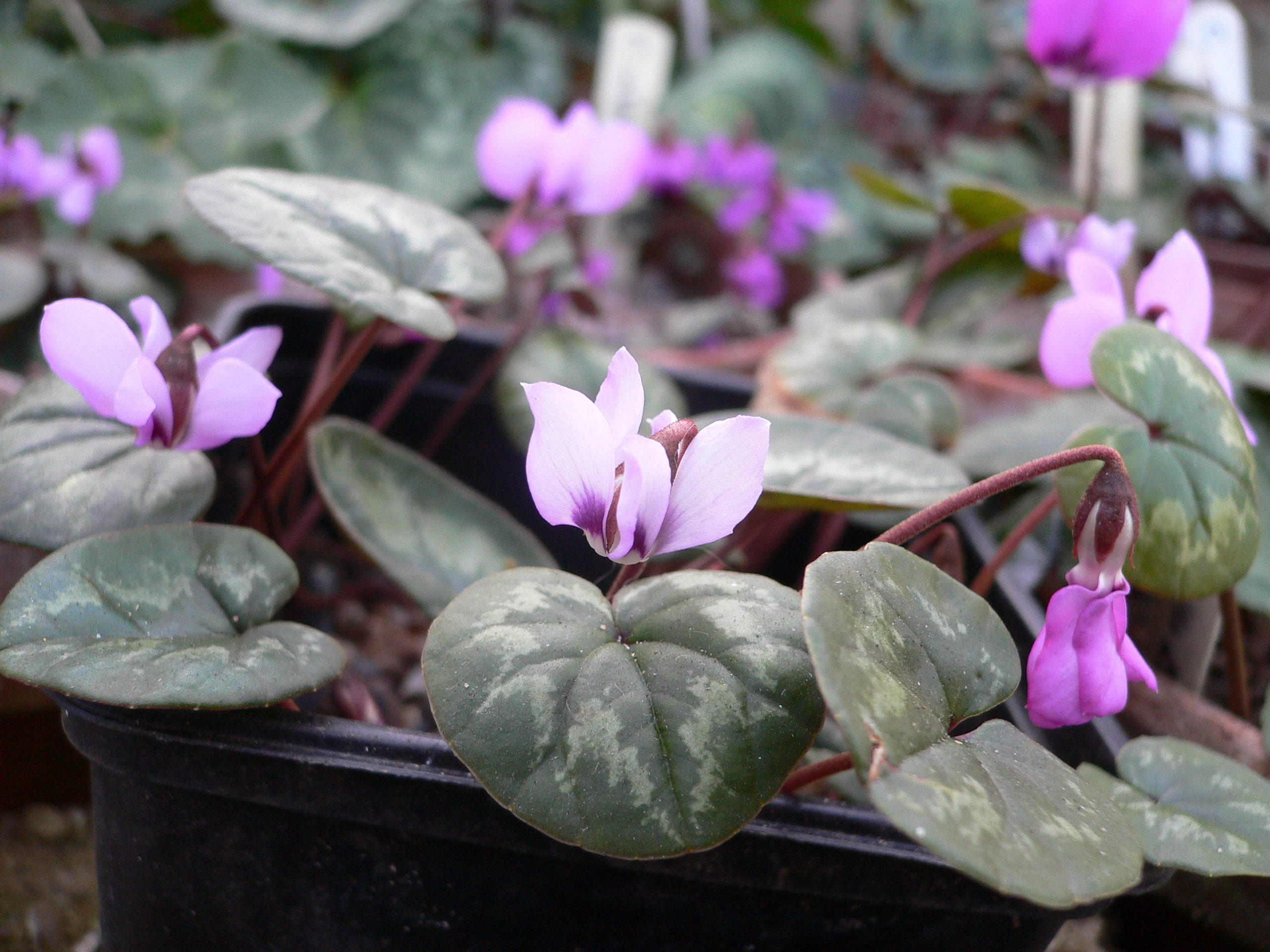
C. abchasicum
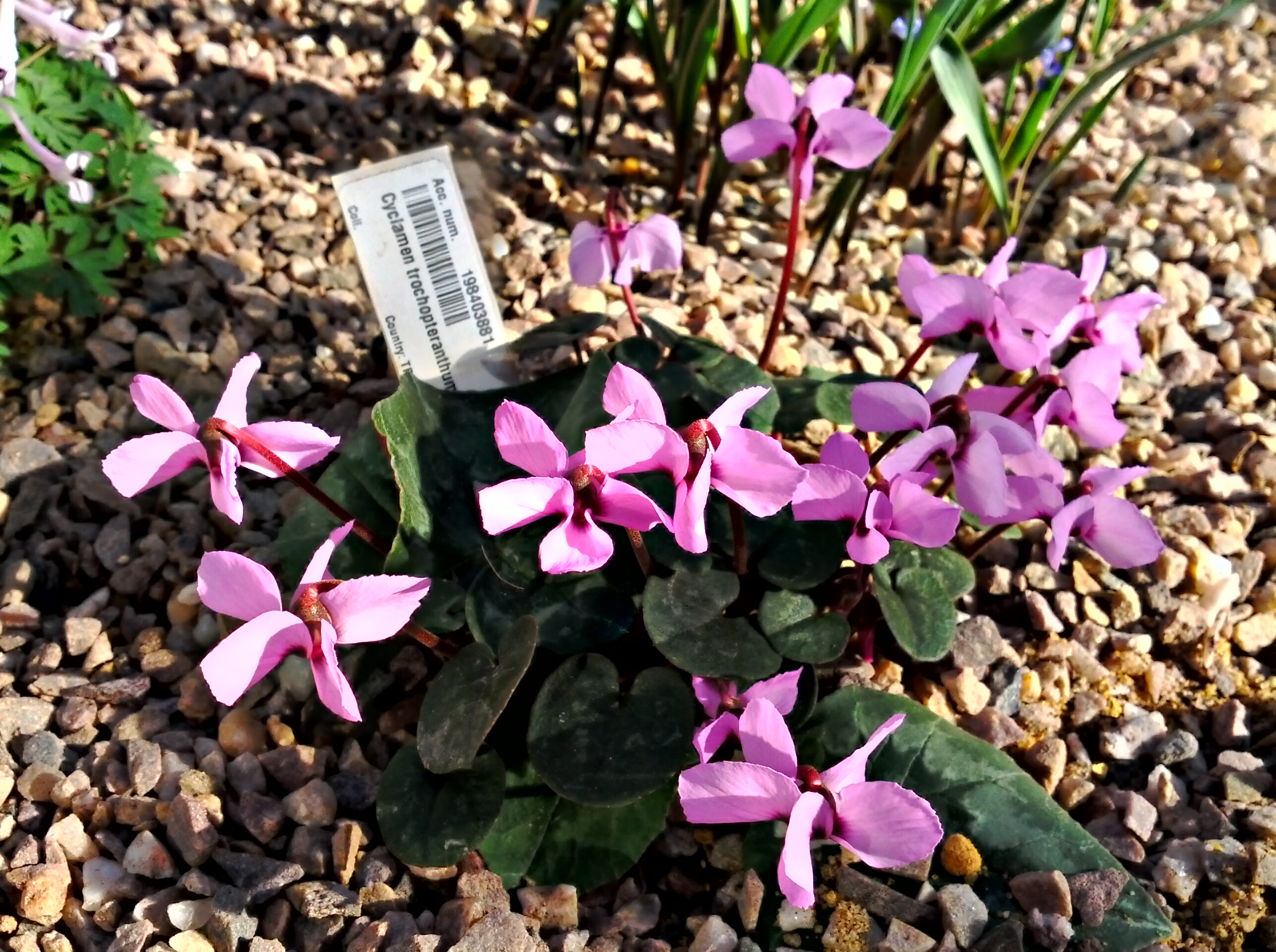
C. alpinum
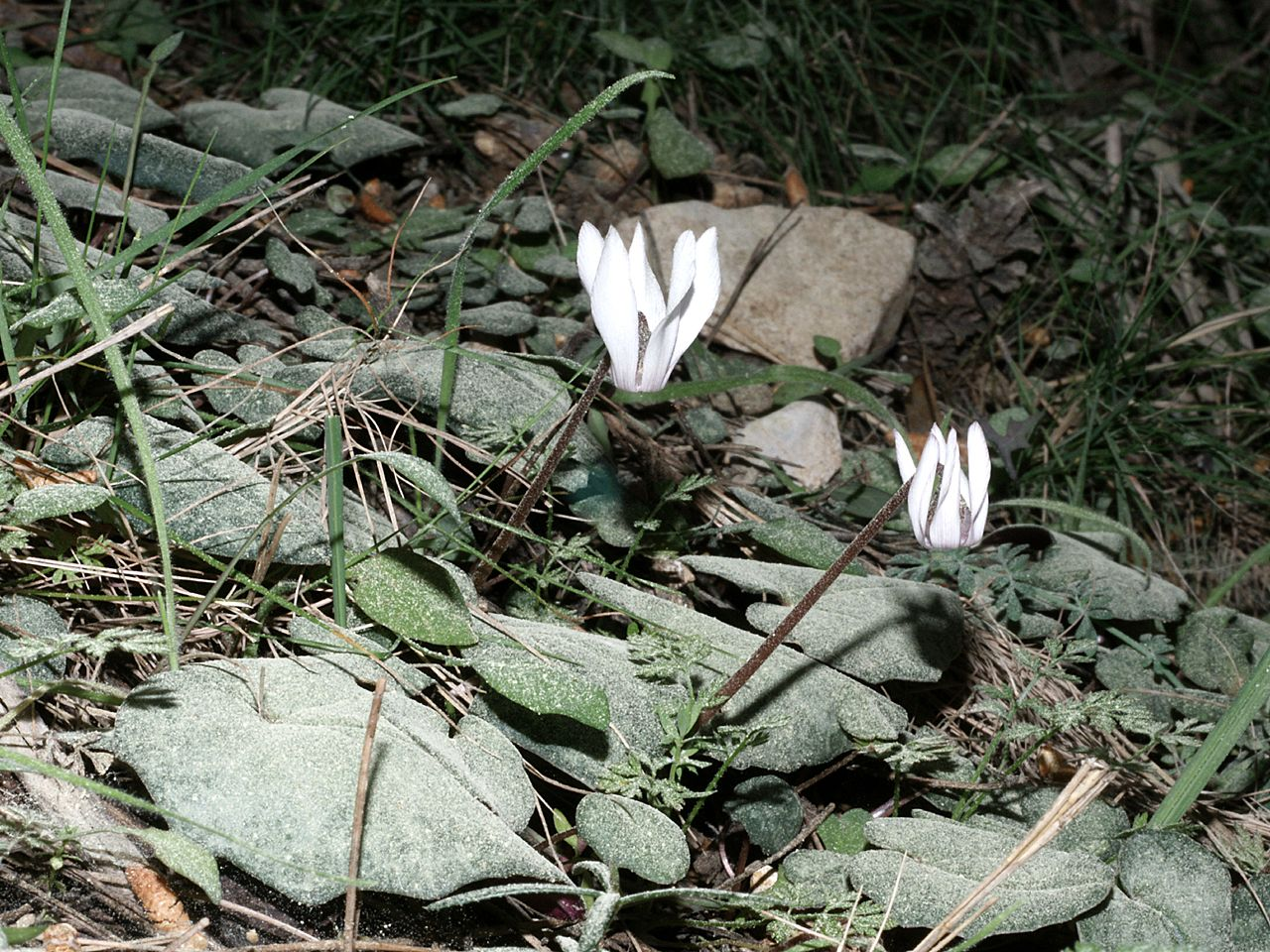
C. balearicum
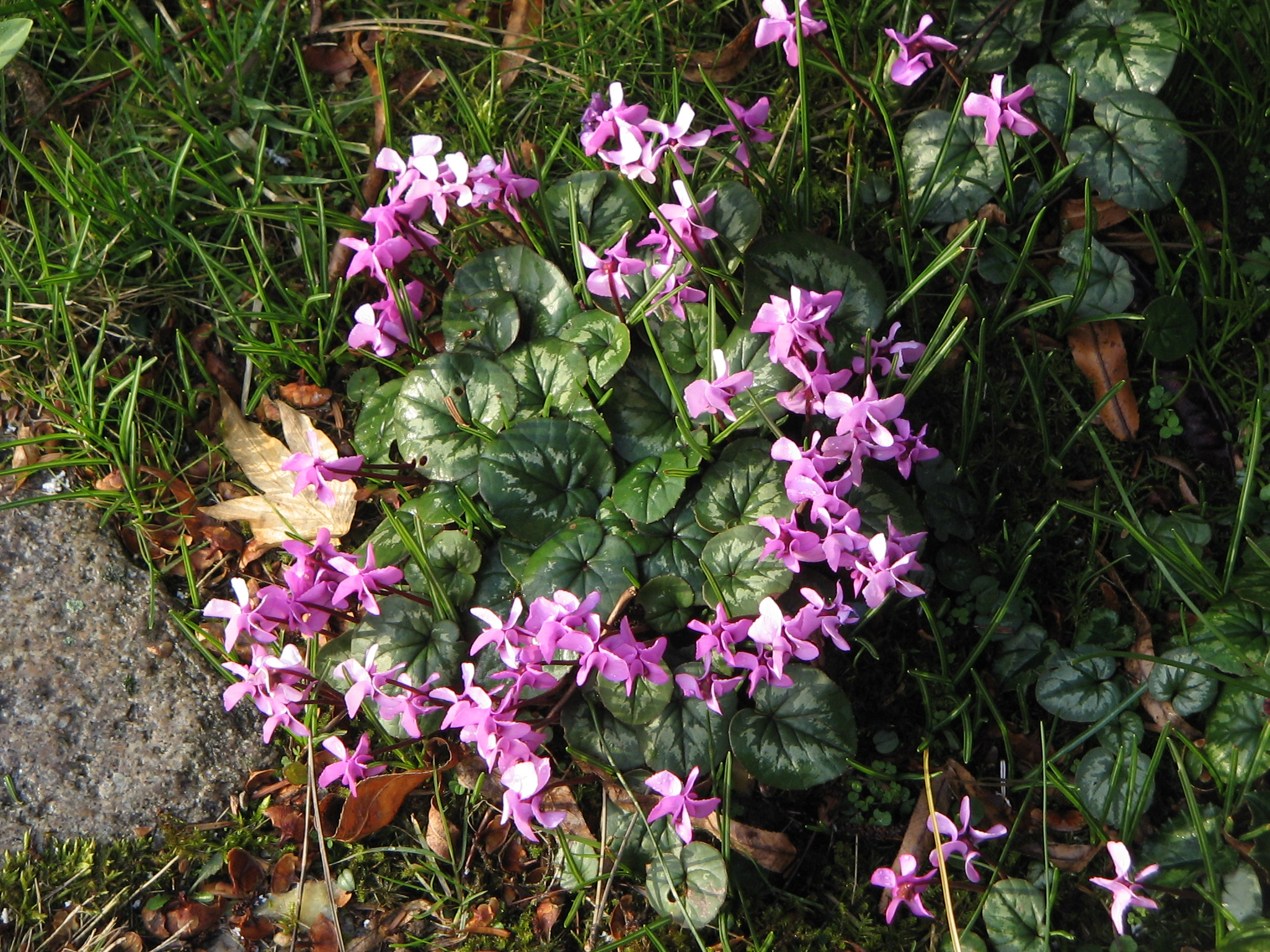
C. coum
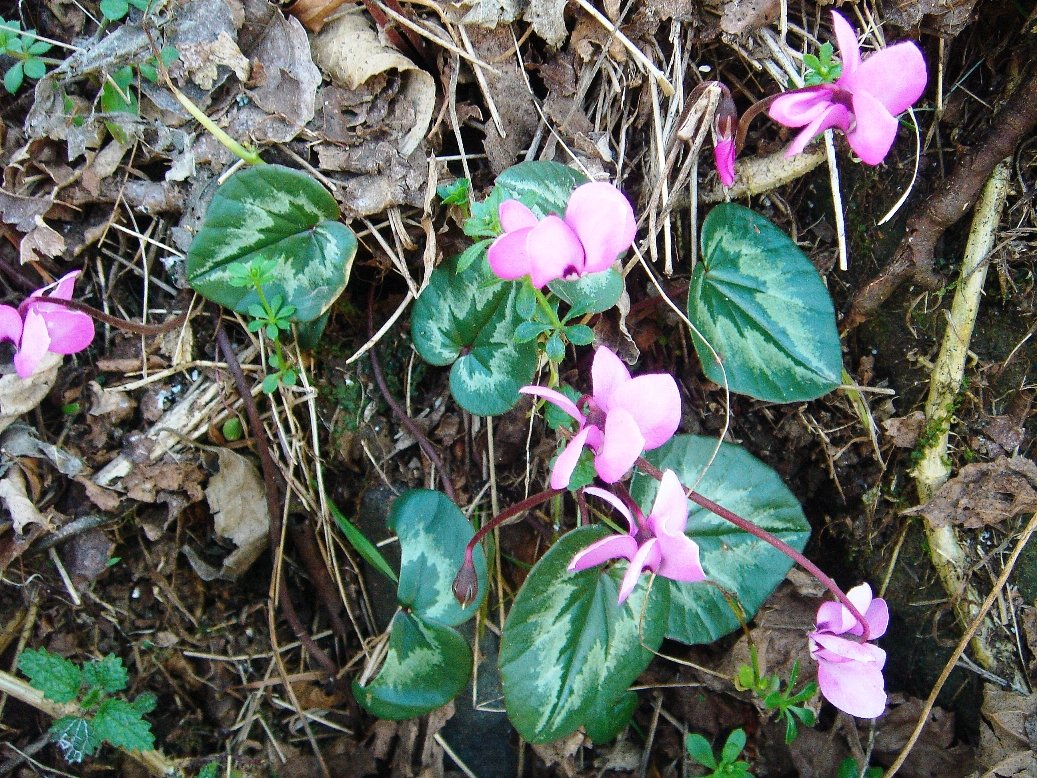
C. coum subsp. caucasicum
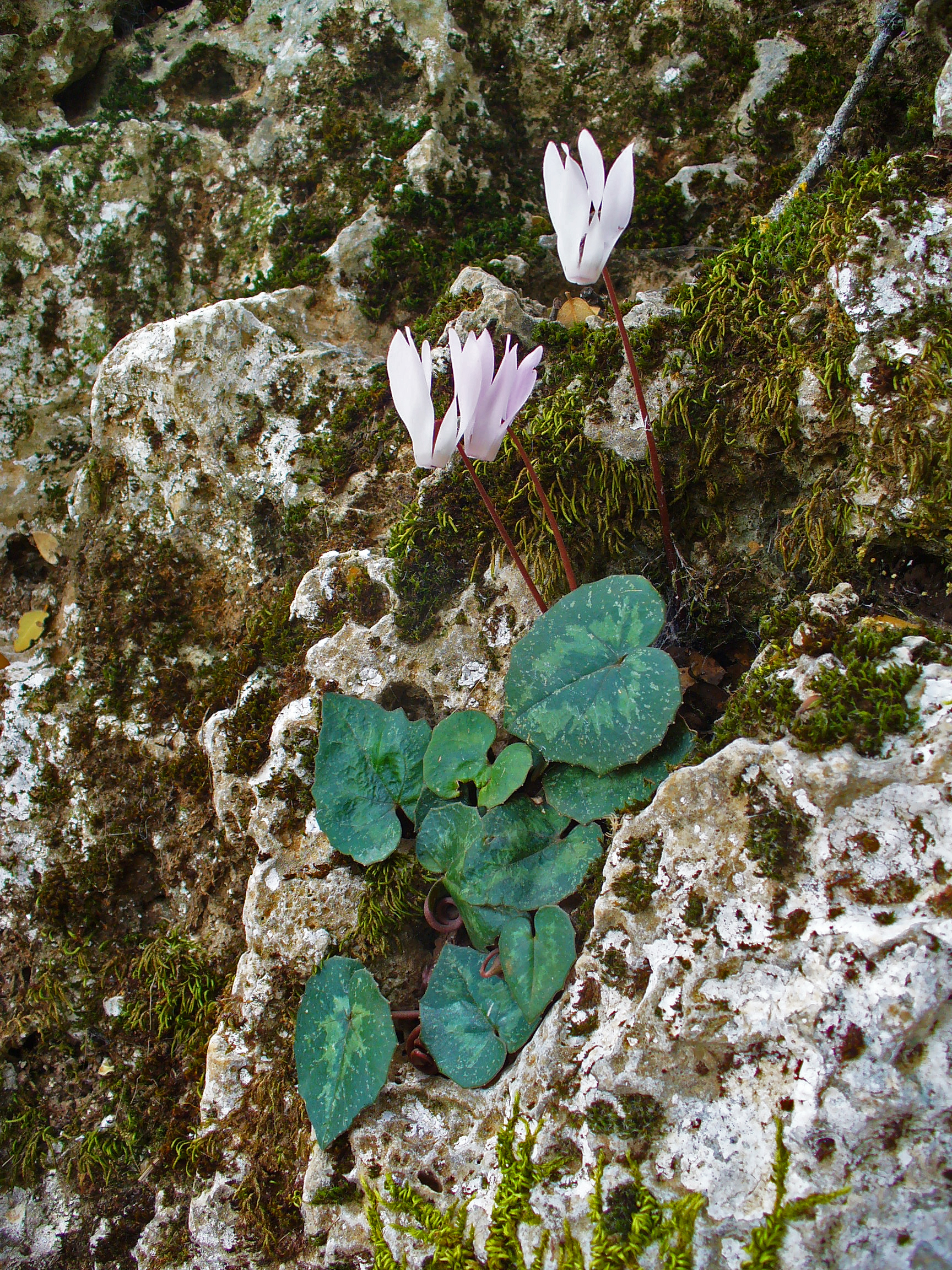
C. creticum
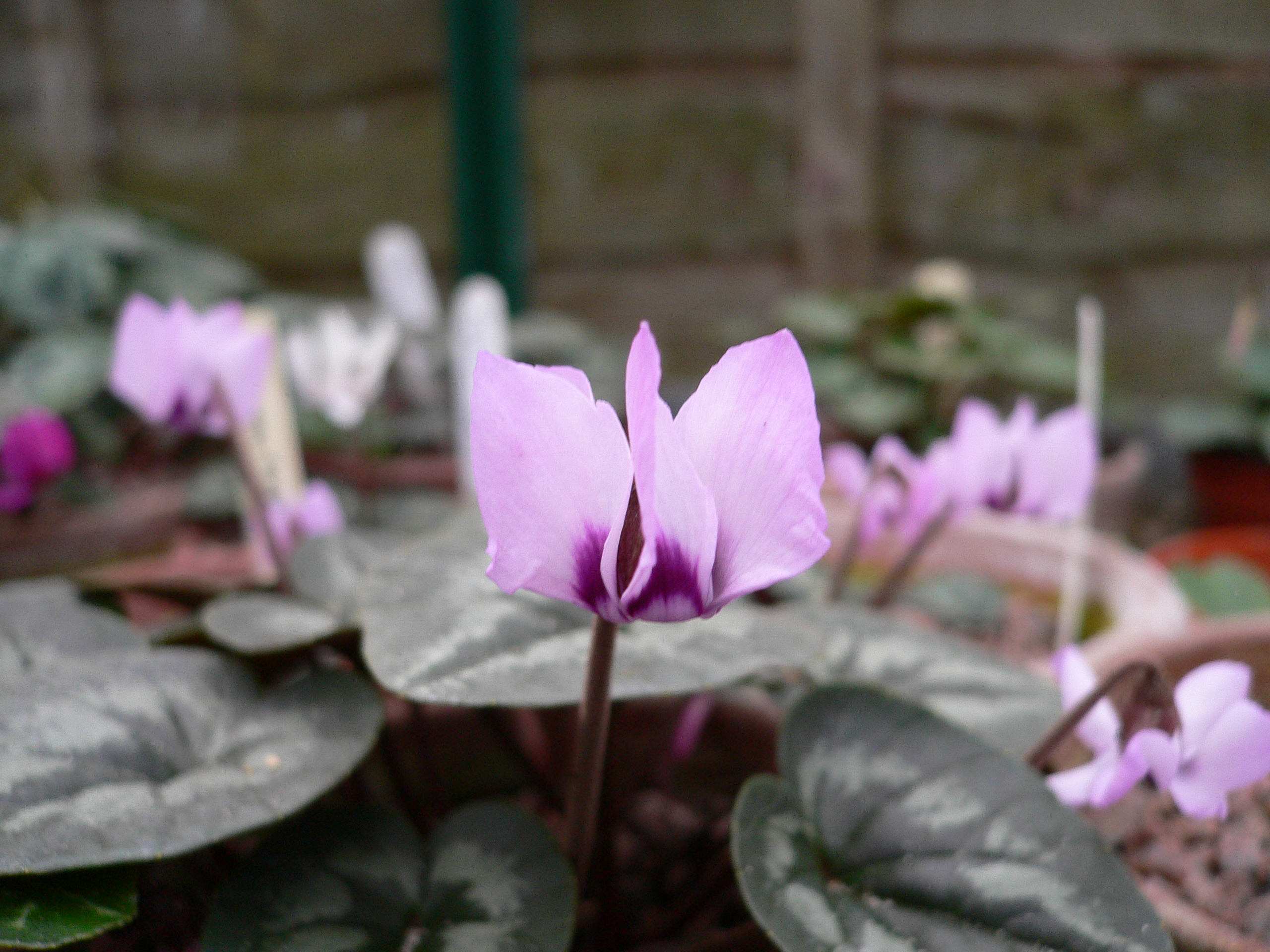
C. elegans
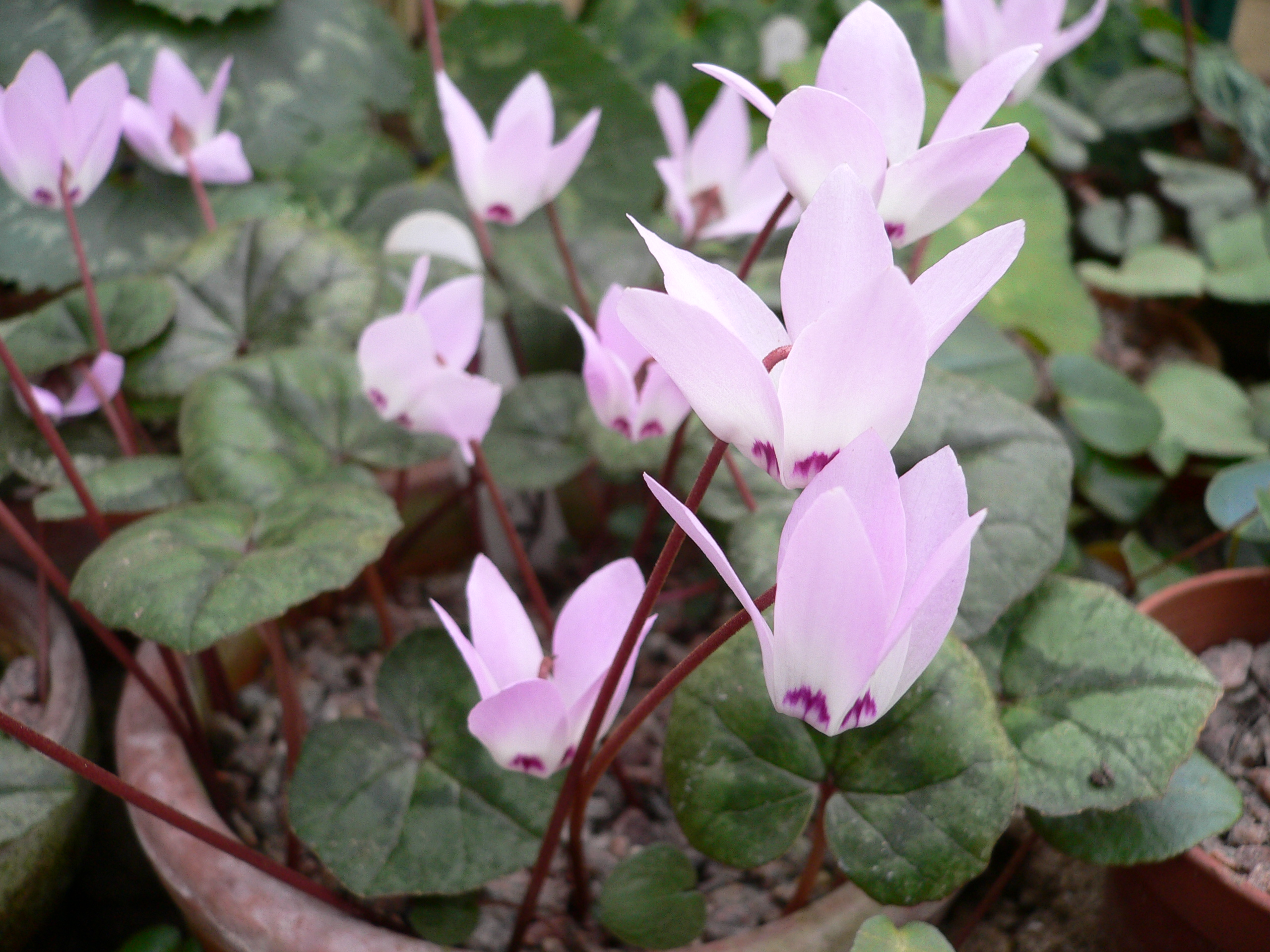
C. libanoticum
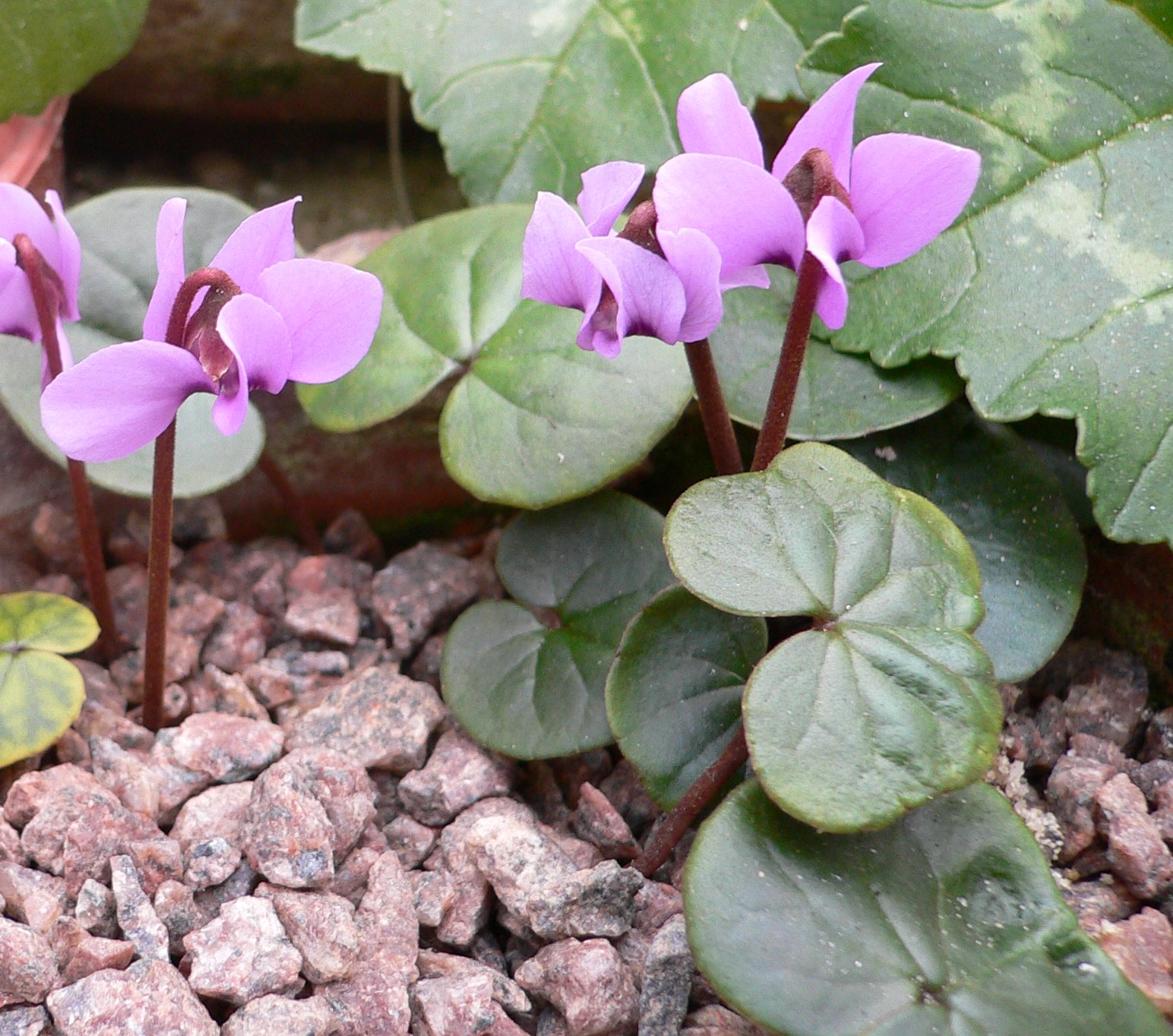
C. parviflorum
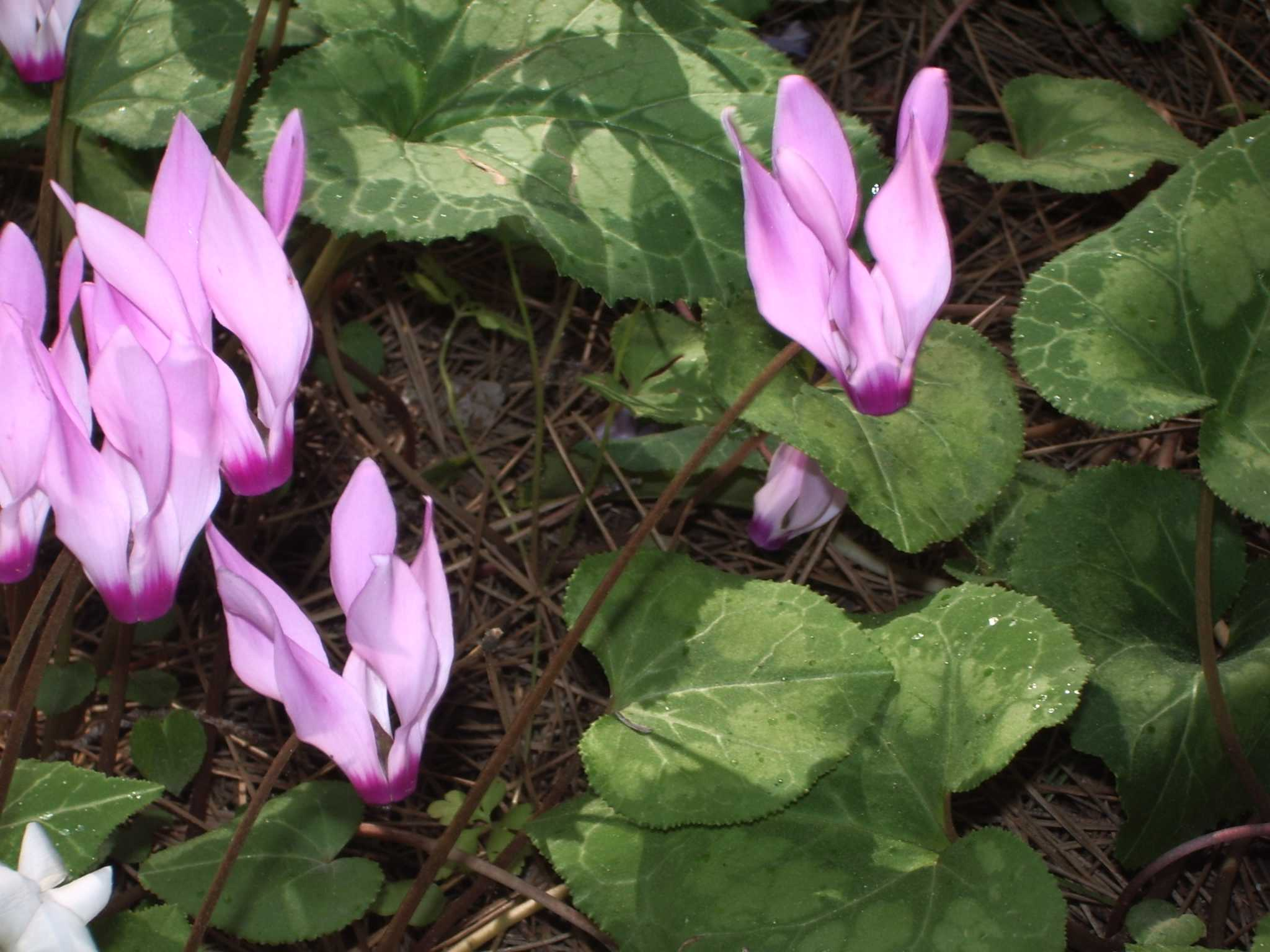
C. persicum
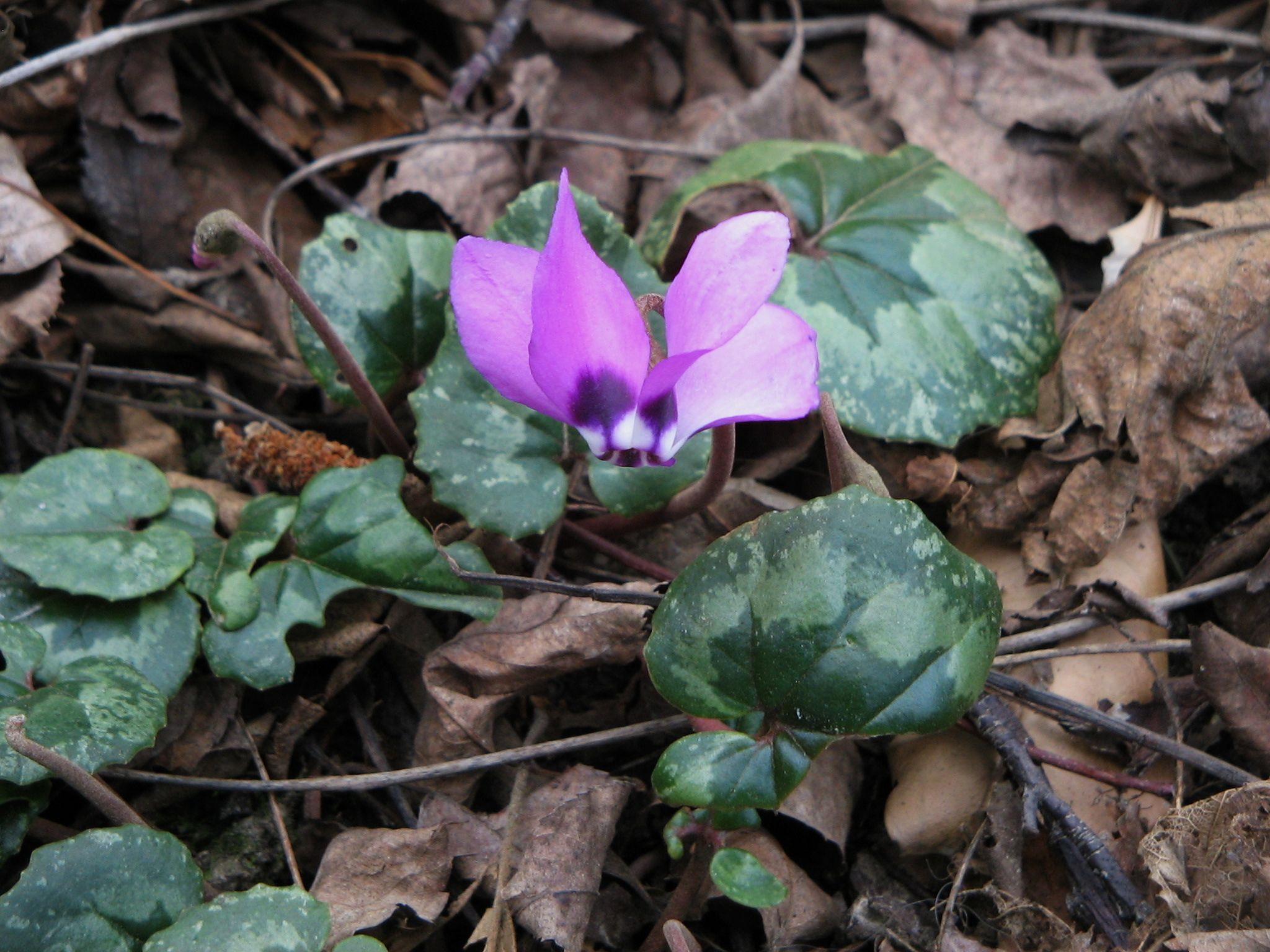
C. pseudibericum
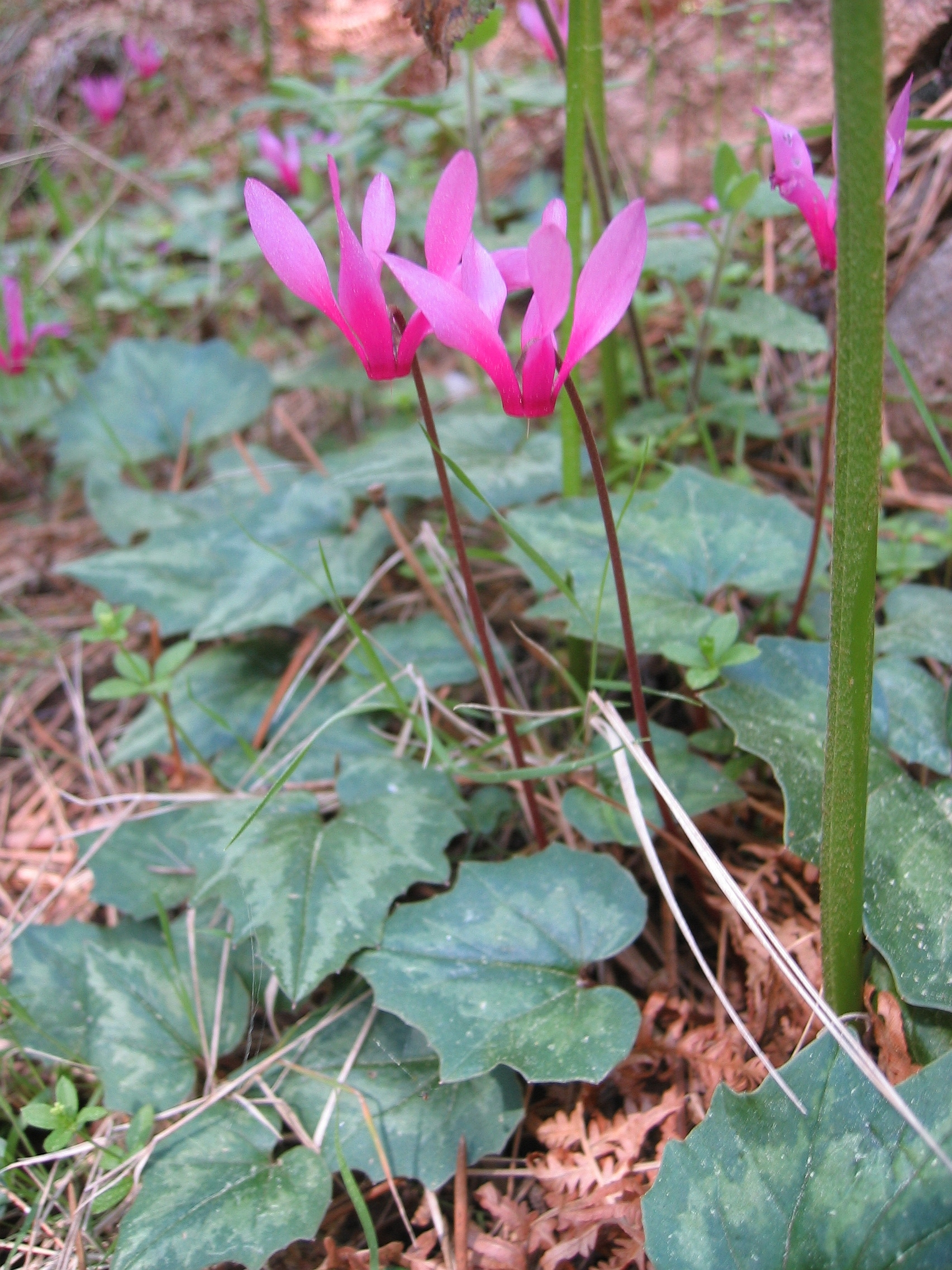
Cyclamen repandum
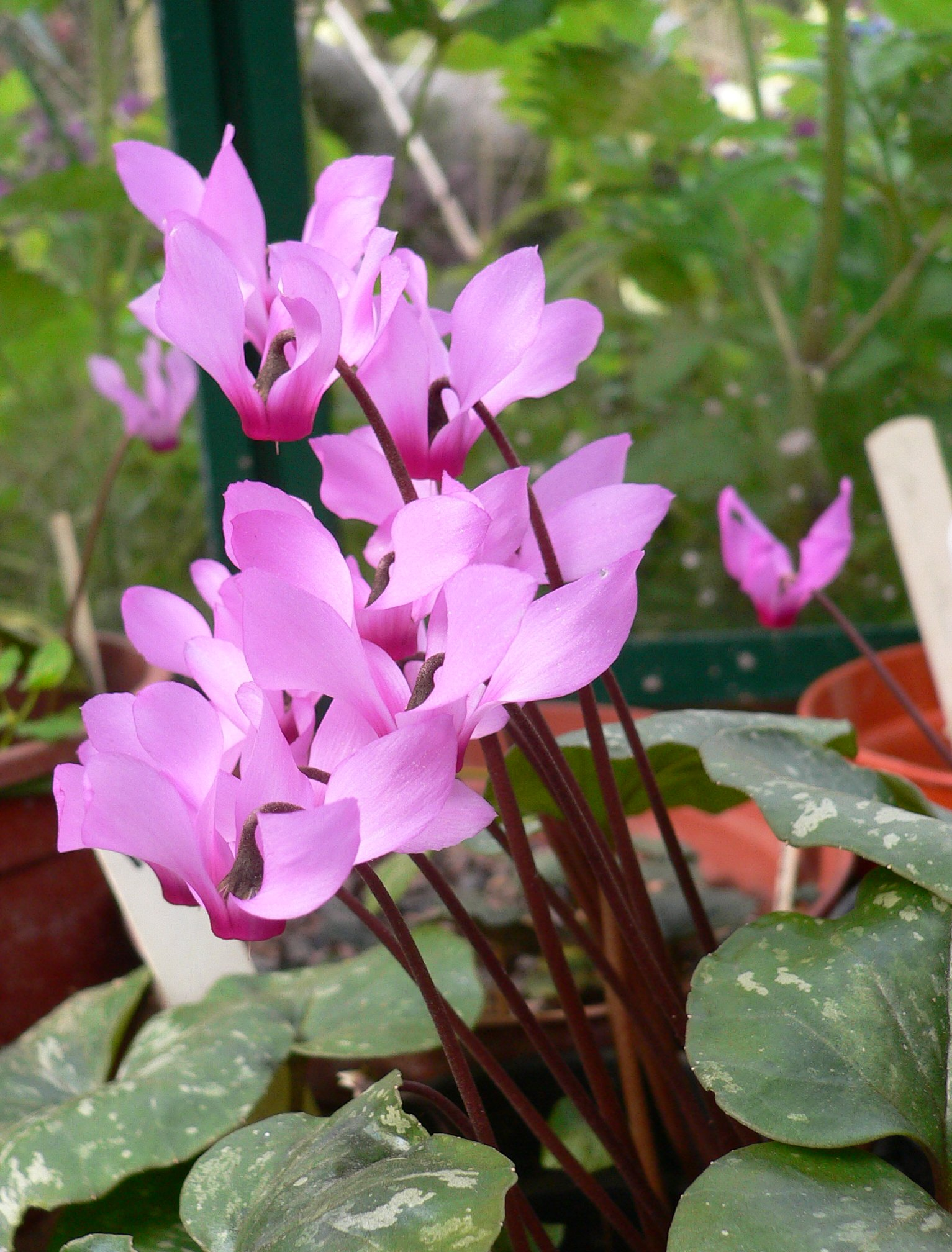
C. rhodium subsp. peloponnesiacum

### Zomer- en herfstbloeiers

#### Cyclaam van Napels
- Cyclamen hederifolium Aiton (synoniem: Cyclamen neapolitanum): uit het noorden van het Middellandse zeegebied. De makkelijkste tuincyclaam, die vlot verwildert.
  - Cyclamen hederifolium var. confusum Grey-Wilson werd recent als volwaardige soort beschouwd: Cyclamen confusum (Grey-Wilson) Culham, Jope & P. Moore.

#### Cyclamen uit de Alpen en de Kaukasus
- Cyclamen purpurascens Mill.: bergen van Centraal- en Oost-Europa. Bloeit in de nazomer, geurend (volksnaam alpenviooltje).
- Cyclamen colchicum (Albov) Albov, de Colchische cyclaam: een zeer gelijkende cyclaam uit het zuidwesten van de Kaukasus. Minder winterhard.

#### Turkse cyclamen
- Cyclamen cilicium Boiss. & Heldr.: een sierlijke cyclaam die vrij gemakkelijk kweekt.
- Cyclamen intaminatum (Meikle) Grey-Wilson: een miniatuur, teerder cyclaam met ongevlekte bloemen.
- Cyclamen mirabile Hildebr.: een  buitengewone, minder winterharde cyclaam. De ontluikende bladeren zijn rood, daarna fraai getekend.
- Cyclamen maritimum Hildebr.: Zuid-Turkije, vroeger beschouwd als een ondersoort van C. graecum

#### Cyprische cyclaam
- Cyclamen cyprium Kotschy, met rijzige, geurende witte bloemen. Deze soort is weinig winterhard.

#### Griekse cyclaam
- Cyclamen graecum Link, weinig winterhard. Merkwaardige bladeren door hun verschillende tekening.

#### Afrikaanse cyclamen
- Cyclamen africanum Boiss. & Reut.: lijkt op Cyclamen hederifolium en kruist er gemakkelijk mee.
- Cyclamen rohlfsianum Asch.: endemisch in Libië. De minst winterharde cyclaam.
- Cyclamen somalense Thulin & Warfa: een verwant van Cyclamen persicum. In 1986 gevonden in Noordoost-Somalië.

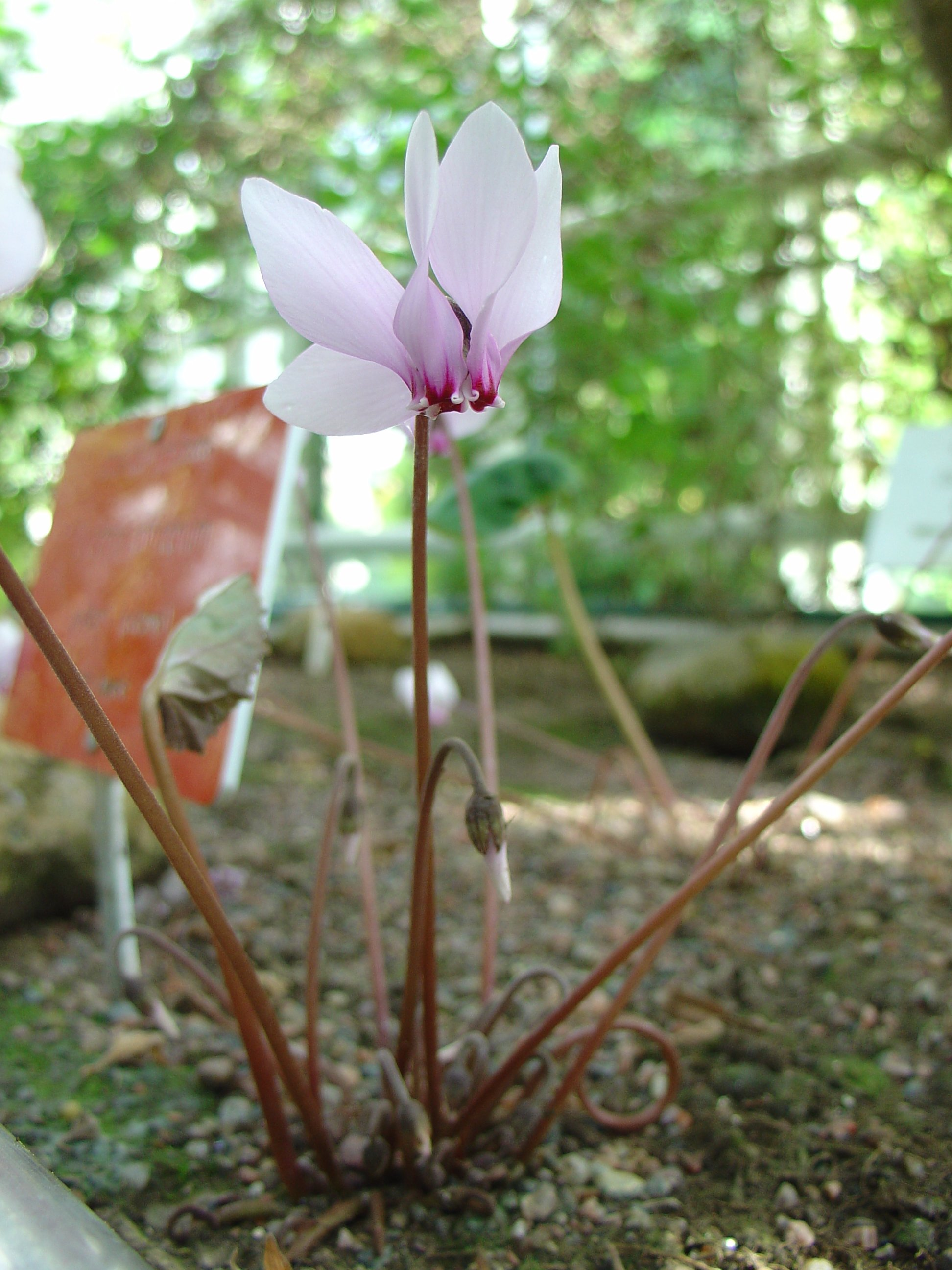
Cyclamen africanum
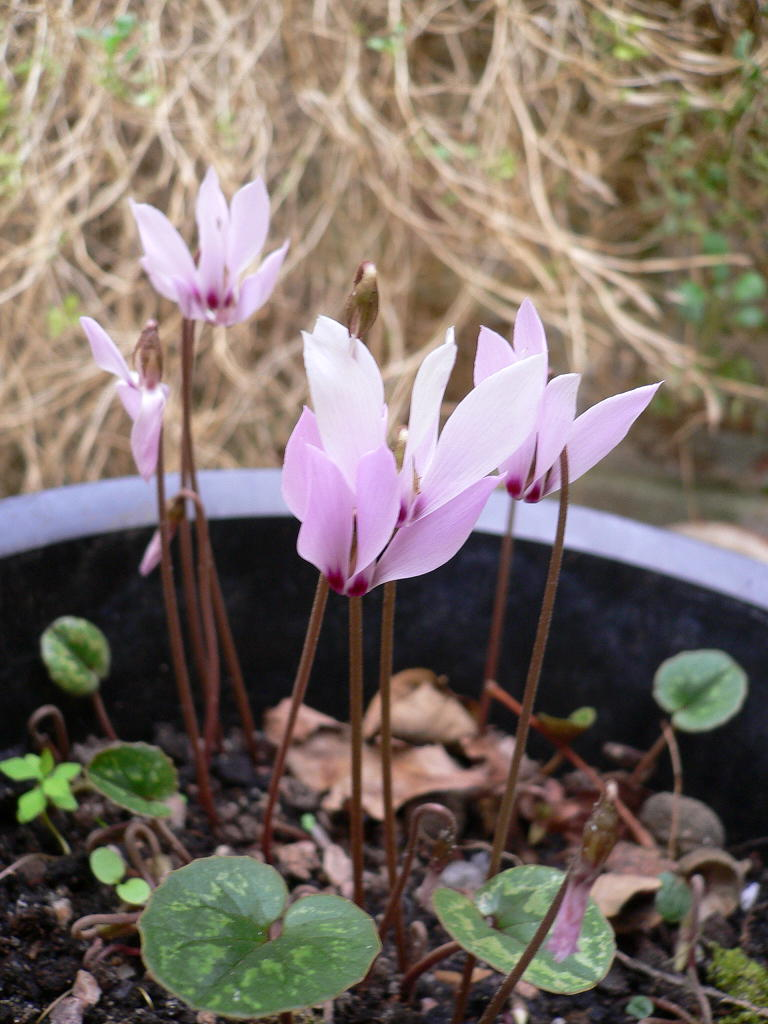
Cyclamen cilicium
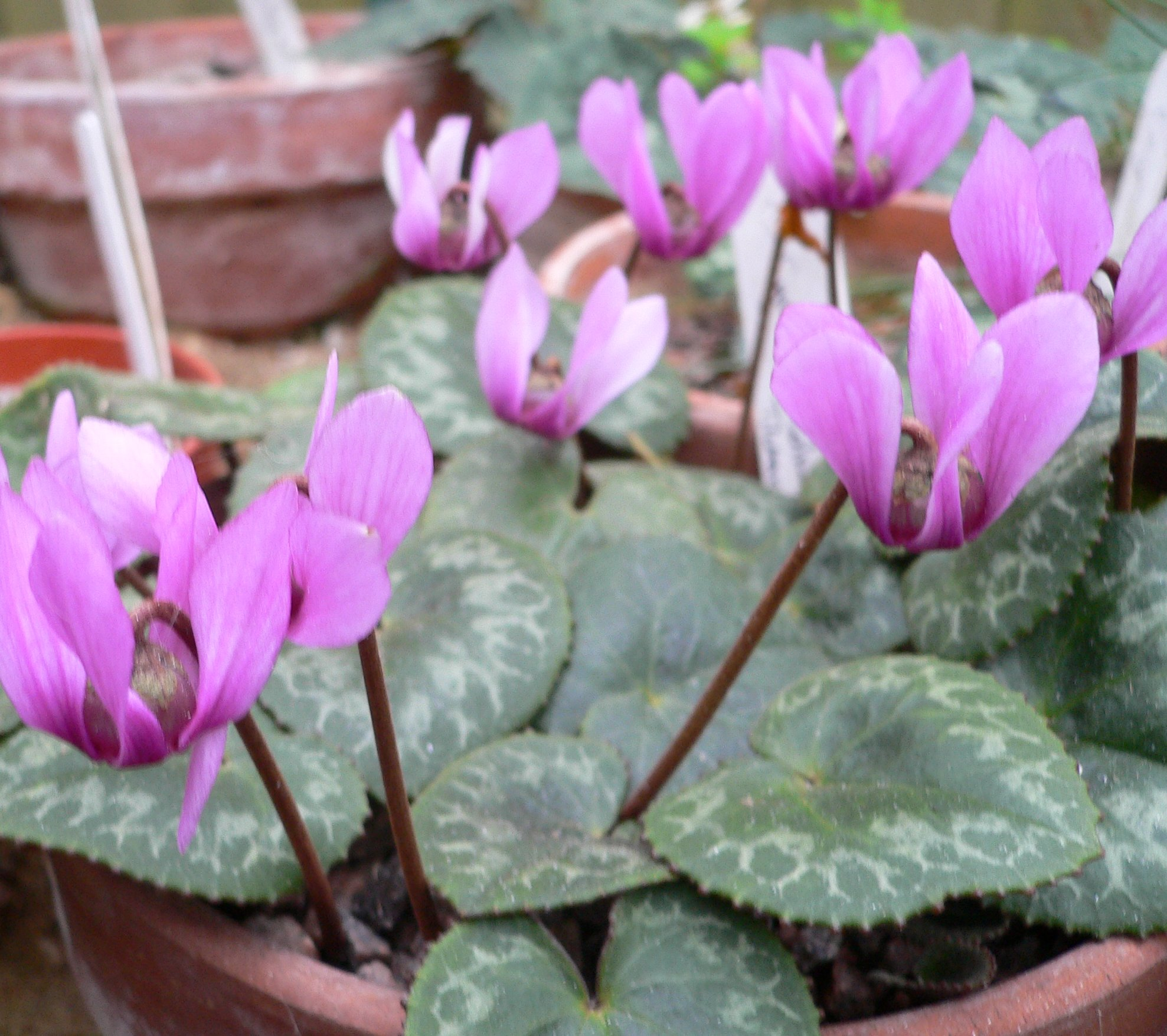
Cyclamen colchicum
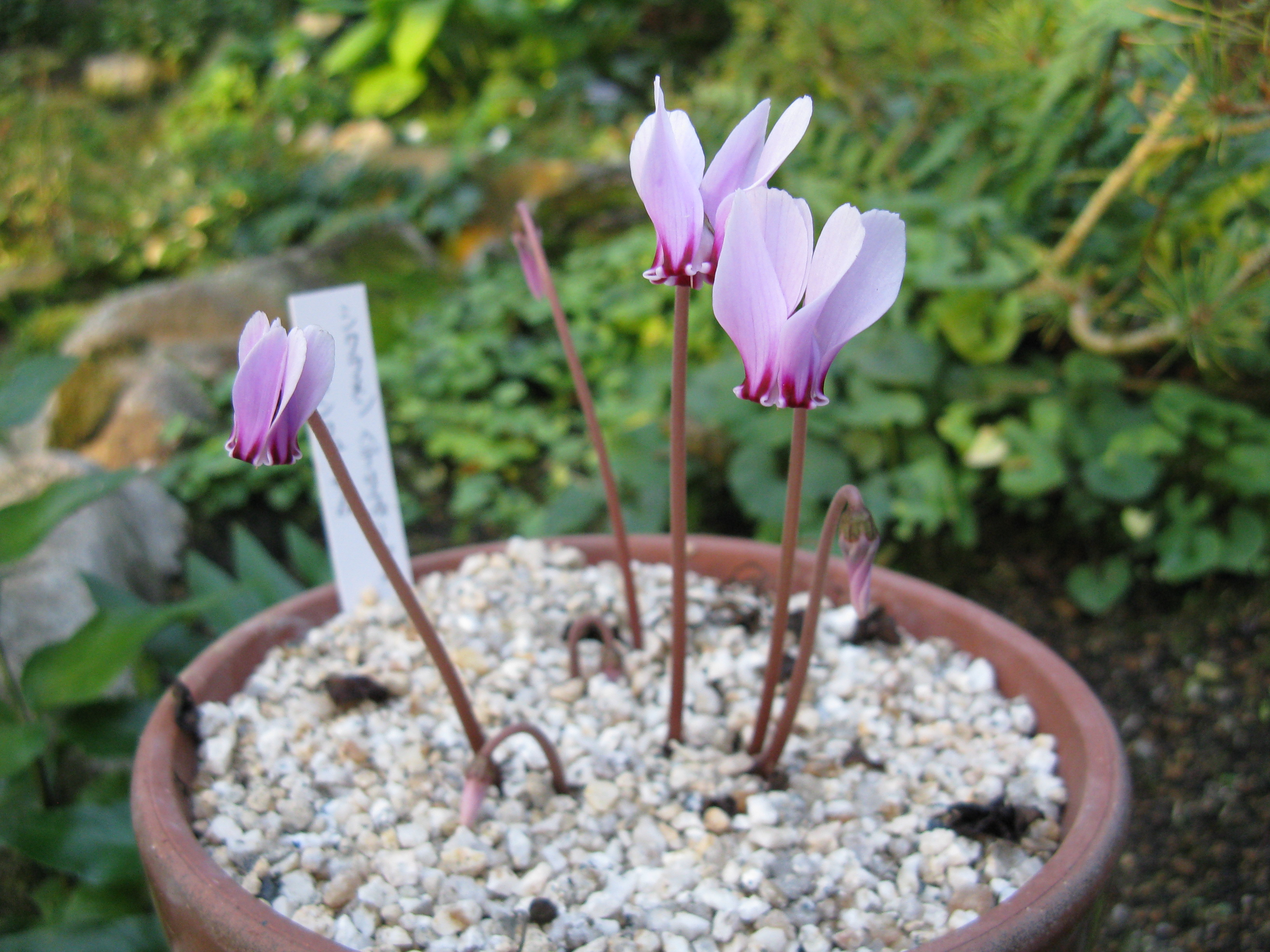
Cyclamen confusum
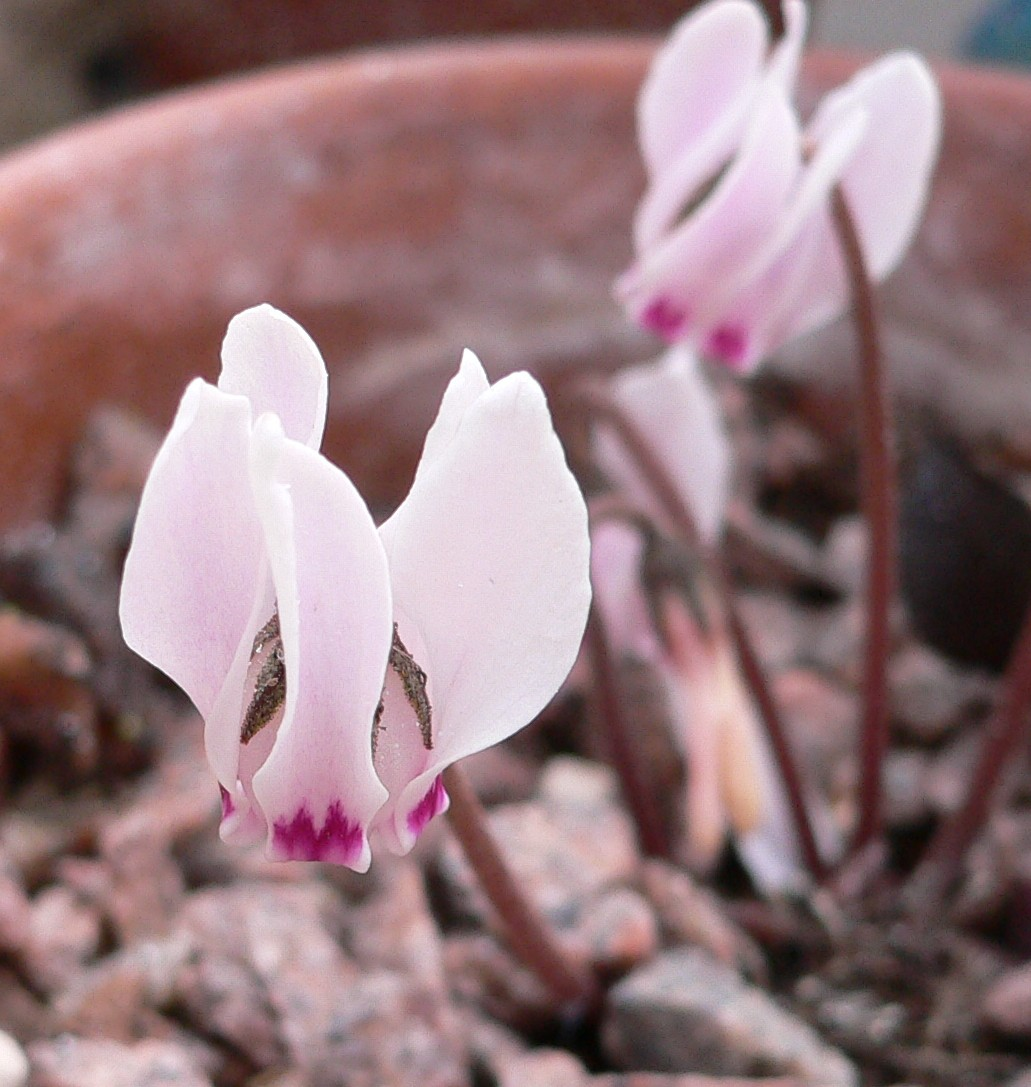
Cyclamen cyprium
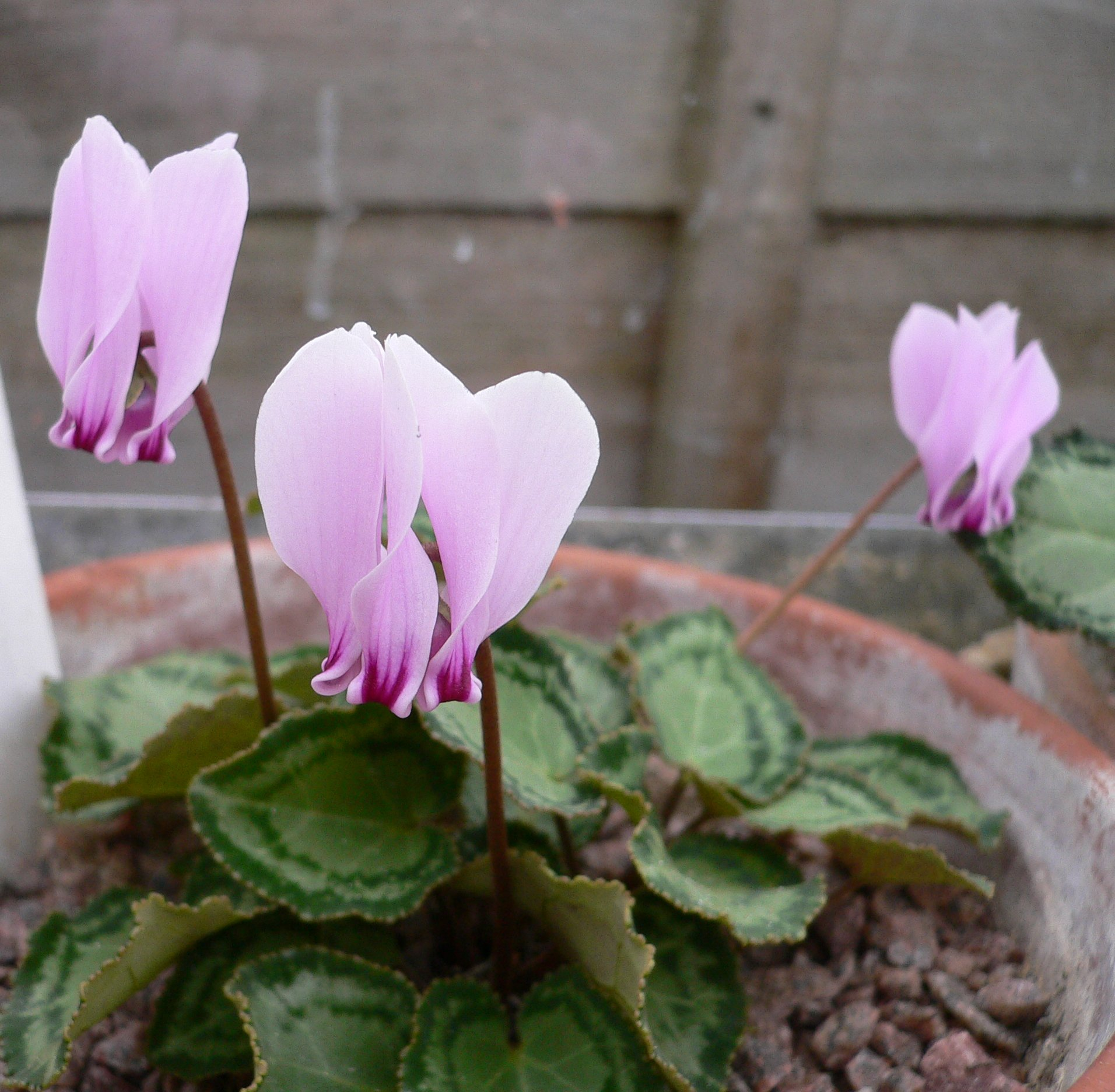
Cyclamen graecum
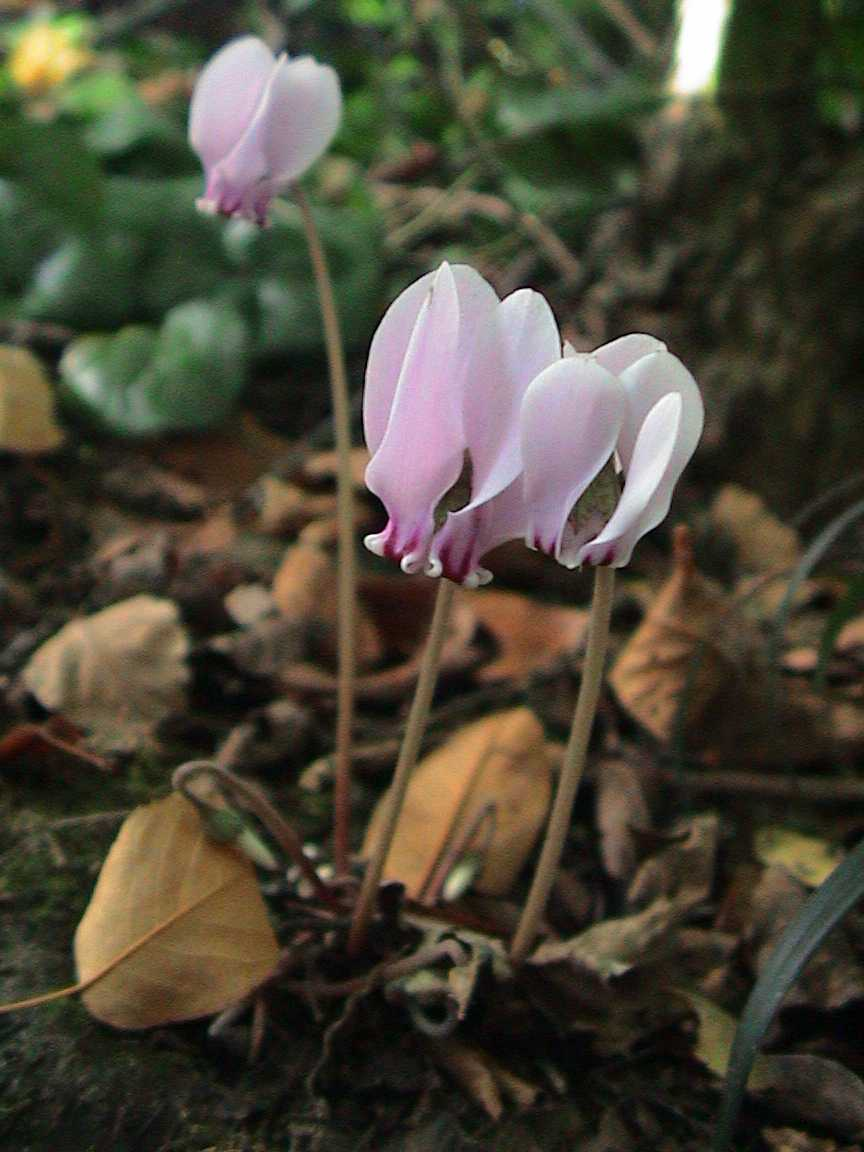
Cyclamen hederifolium
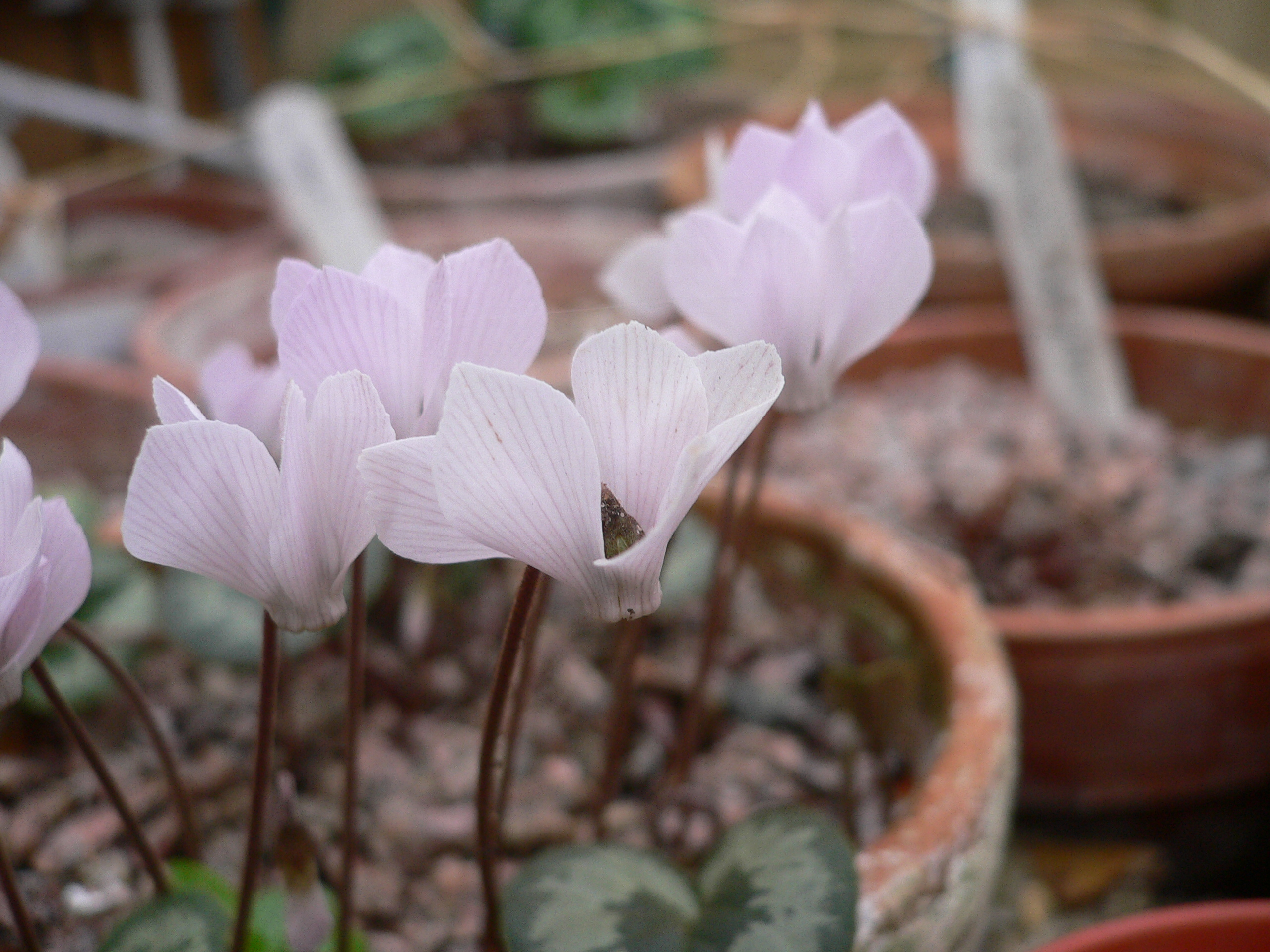
Cyclamen intaminatum
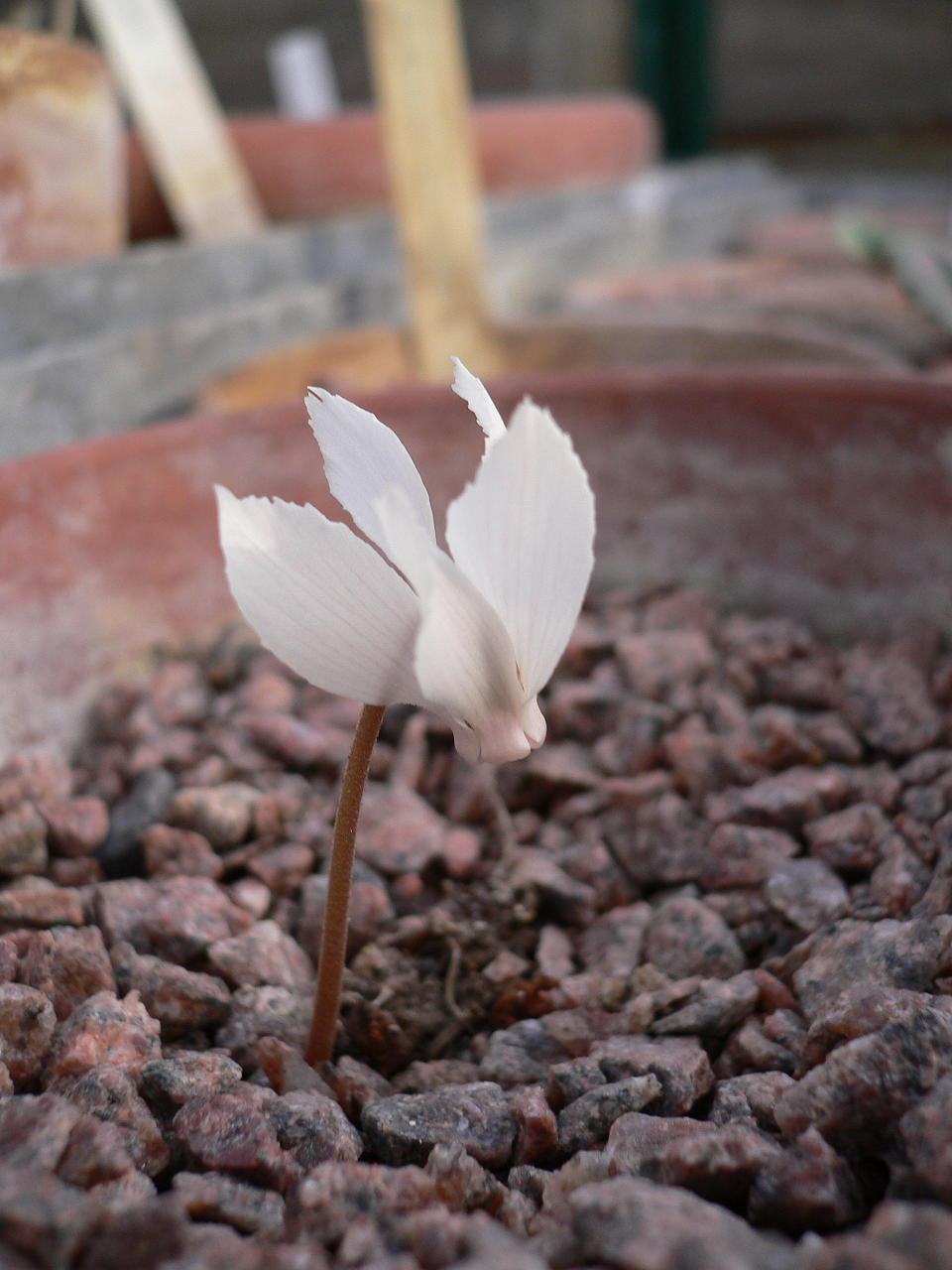
Cylamen mirabile
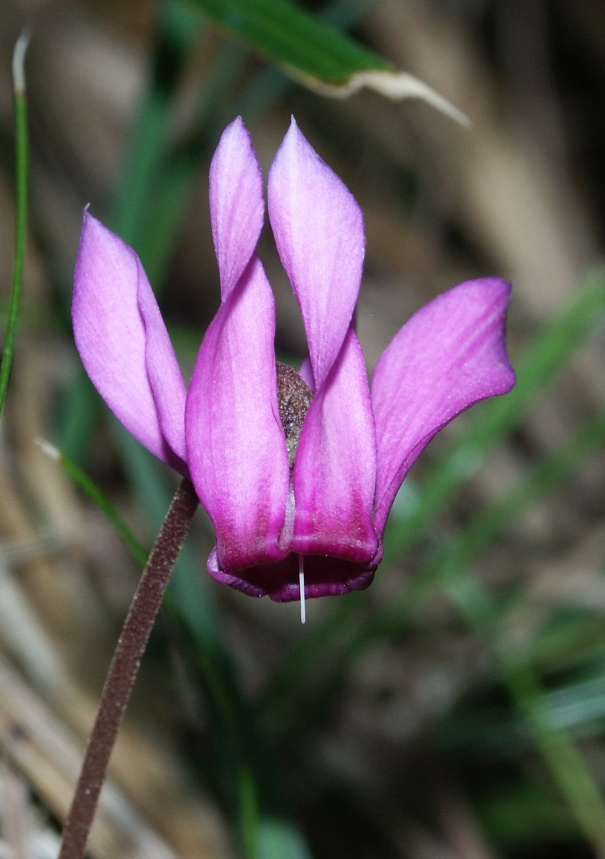
Cyclamen purpurascens
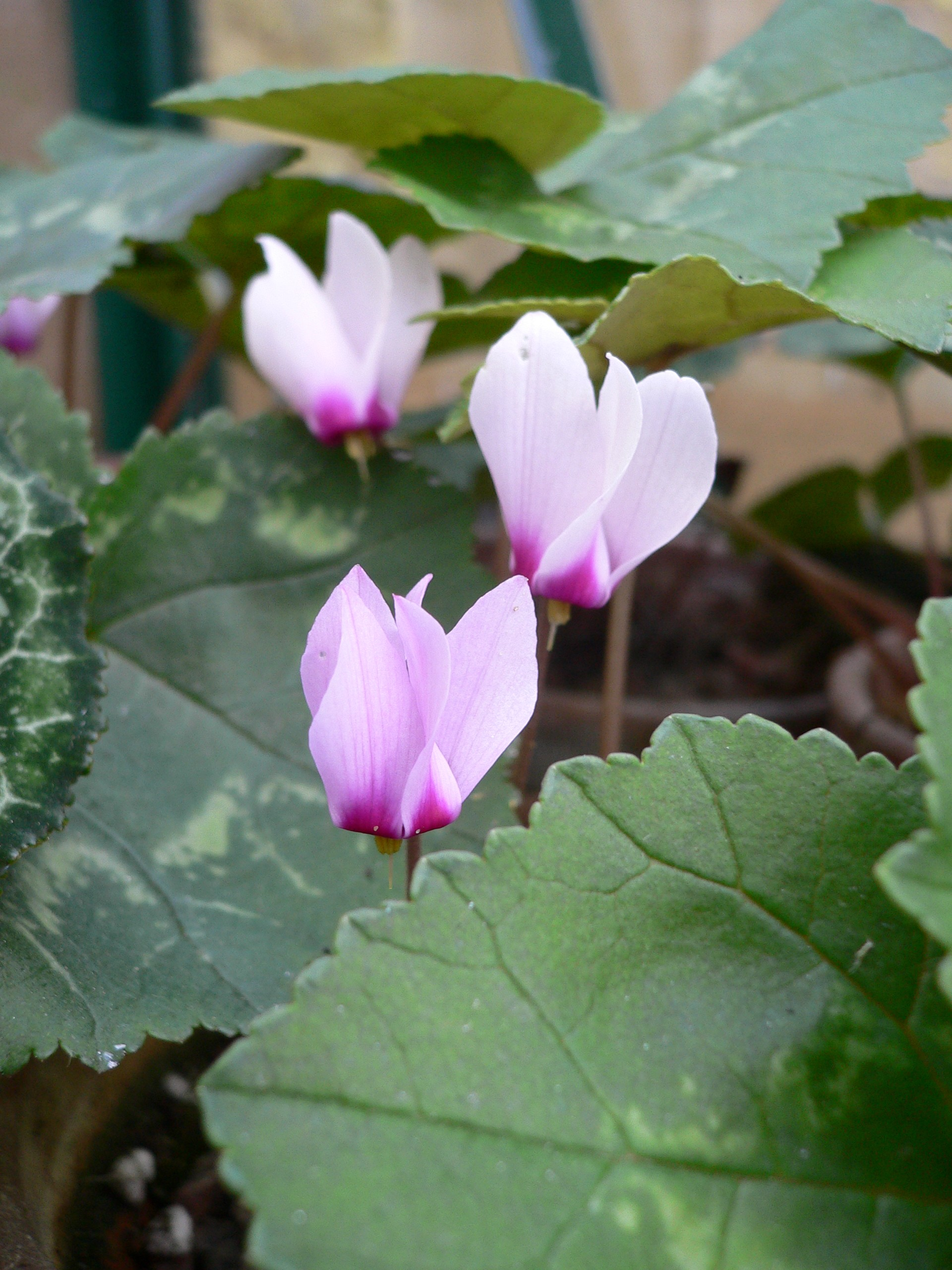
Cyclamen rohlfsianum

## Kweken van botanische soorten
Bij kweek in de tuin doen de cyclamen het uitstekend aan de voet van bomen of struiken. Cyclamen kunnen verschillende decennia leven. Er werden honderdjarige exemplaren van Cyclamen hederifolium gevonden, die in de 19e eeuw geplant werden en waarvan de knol een doorsnede van 30 cm had en meer dan 15 kg woog.
De winterharde soorten moeten zeer oppervlakkig geplant worden. Minder winterharde soorten moeten echter dieper – 5 à 10 cm diep – geplant worden. Niet winterharde soorten moeten, behalve in streken met een zachter klimaat – zoals het zuiden van Engeland en het westen van Frankrijk – gekweekt worden in een koude kas.

## Huiskamercyclaam

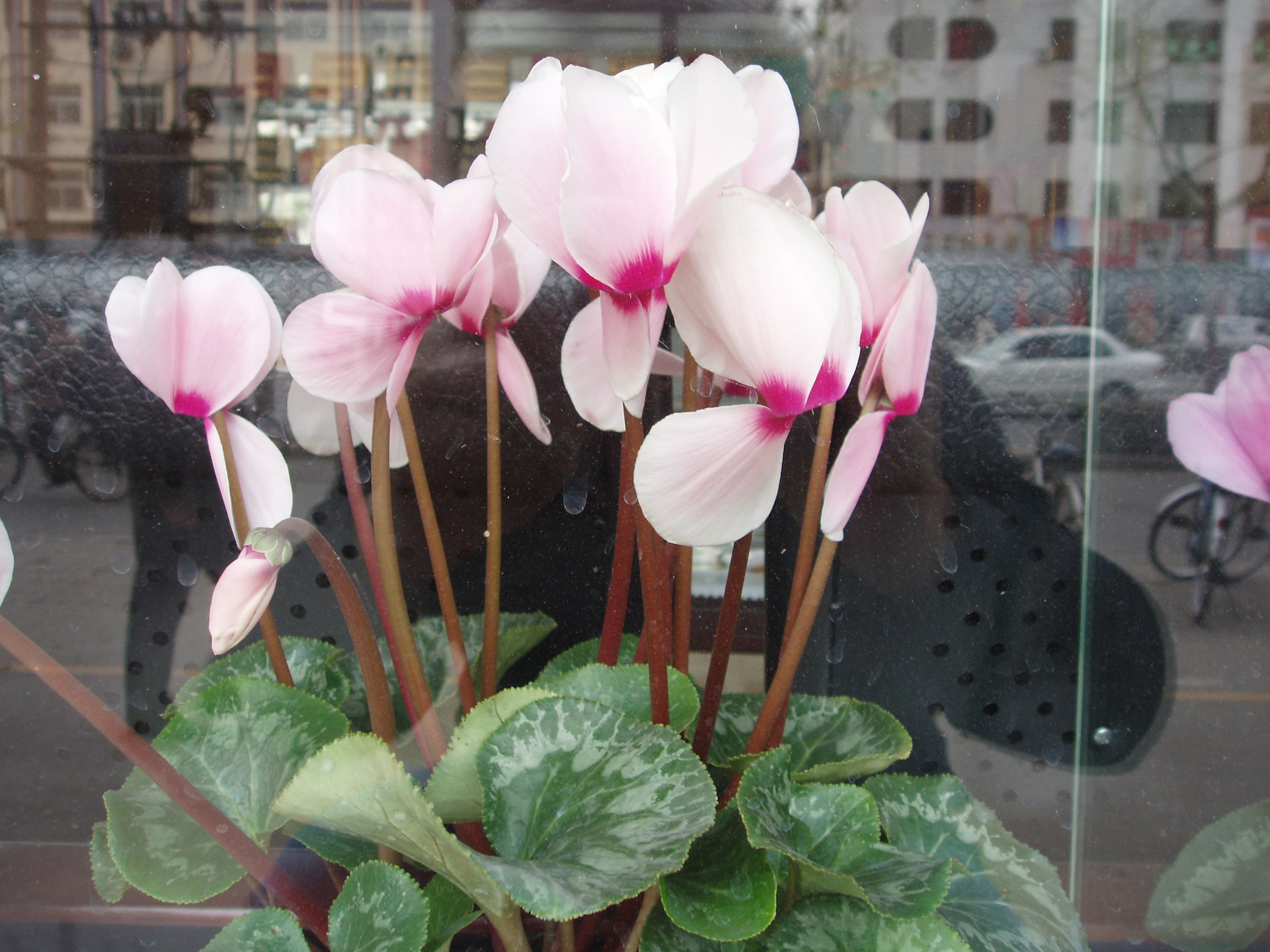
Huiskamercyclaam

De huiskamercyclamen zijn tri- of tetraploïde cultivars van Cyclamen persicum, die in vele kleurvarianten bestaan. Veel van deze rassen zijn F1-Hybriden. Naast planten van normale grootte komen er ook rassen voor met miniplanten. Van zaaien tot het opkweken van een verkoopbare plant duurt twaalf tot vijftien maanden.

### Ziekten
Cyclamen zijn gevoelig voor wortelrot en voor bladziekten. Ze staan het beste op een koele plek, want ze zijn niet goed bestand tegen de warmte binnenshuis. Gieten moet met mate gebeuren, bij voorkeur van onder af (op de schotel). Bemesten wordt afgeraden omdat dit leidt tot een overdadige groei van de bladeren ten koste van de bloei.

## Trivia
- Cyclamen bevatten cyclamine, een triterpeen-saponine, waarvan de hoogste concentratie in de knol aanwezig is. De inname van cyclamine veroorzaakt een zware irritatie die zich uit door hevige braakneigingen en overgeven. De inspuiting van cyclamine heeft een systemische uitwerking, die lijkt op die van het indiaanse curare (verlamming). In het Répertoire de Pharmacie[1] kan men lezen:

... principalement en Calabre, on fait usage des tubercules de Cyclamen pour la pêche du poisson d’eau douce. ... le jus de Cyclamen, en quantité qui varie de 1 à 4 grammes, produit la mort, mais moins énergiquement que le curare (vertaling: ... vooral in Calabrië gebruikt men de knollen van de cyclaam om zoetwatervissen te vangen. ... één tot vier gram van het sap van de cyclaam veroorzaakt de dood, wel minder snel dan het curare).
- In Japan is de cyclaam de heilige bloem van de liefde.